# Marienhof (Fernsehserie)
Marienhof war eine täglich im Vorabendprogramm des Ersten Deutschen Fernsehens gesendete Seifenoper, deren Ausstrahlung am 1. Oktober 1992 begann und am 15. Juni 2011 endete. Sie wurde von der Bavaria Fernsehproduktion GmbH in Grünwald-Geiselgasteig bei München produziert, die Handlung selbst spielte in Köln.

## Handlung
Die Serie drehte sich um die Geschichten und Probleme der Bewohner des Marienhofs, eines fiktiven Kölner Stadtteils, in dem zuletzt das Café Dailys, die Bäckerei und Konditorei Back Dat, das Restaurant Wilder Mann, die Kneipe Uns Veedel, die Pension Adler, der behindertengerechte Waschsalon W@sche-on-line, das Erich-Kästner-Gymnasium, die Diskothek Foxy sowie verschiedene Wohnhäuser angesiedelt waren. Hinzu kam eine Krankenstation im Marienhospital. Die Charaktere der Soap waren Lokal- und Ladenbesitzer, Handwerker, Ärzte, Schüler und Lehrer. Insgesamt wurde die Handlung – ganz im Gegensatz zum Handlungsrahmen der zweiten ARD-Soap Verbotene Liebe – anstatt vom wohlhabenden Adel eher vom kleinbürgerlichen Milieu dominiert, ähnlich wie in den anderen bekannten Daily Soaps Unter uns und Gute Zeiten, schlechte Zeiten.

„Marienhof ist familiär, ohne verstaubt zu sein, und alltagsnah, ohne zu langweilen – Tag für Tag sind mehr als drei Millionen, vorwiegend junge Zuschauer in dem Kölner Stadtviertel zu Gast. Die Geschichten im Marienhof sind vom Leben abgeschrieben, Glaubwürdigkeit ist ihre größte Stärke. Dieses Stück moderner Fernsehheimat werden wir dem Publikum so lange, wie gewünscht, bewahren.“

## Produktion

### Planung der Serie

#### Konzept und erste Rahmenvorschläge
Im April 1989 legte die Arbeitsgemeinschaft Bavaria Film/Film West unter der Leitung von Georg Feil ein erstes Papier vor, in dem Die Serie, die noch keinen eigenständigen Arbeitstitel trug, vorgestellt wurde. Geplant war demnach eine klassische 25-minütige Soap mit Geschichten und Ereignissen aus dem Privat- und Arbeitsleben, die allerdings nicht – wie es etwa bei der Lindenstraße und später bei Gute Zeiten, schlechte Zeiten der Fall war – von ausländischen Formaten kopiert, sondern eigens von deutschen Autoren geschrieben werden sollten. Die Serie sah drei nach angelsächsischem Vorbild zopfartig verwobene Erzählstränge vor, d. h. pro Folge sollen drei unabhängige Geschichten erzählt werden, die gleichwohl Berührungspunkte haben.
Um die Einhaltung dieses Konzepts sollten sich ein Script Editor und zwei fünfköpfige Autorenteams kümmern. Die AG entwickelte zunächst drei Vorschläge an Örtlichkeiten: Das Kleeblatt, Das Kaufhaus und Das Krankenhaus inmitten der Stadt. Nach der Bearbeitung des Serienpapiers wurden die Stoffe Kleeblatt und Krankenhaus verworfen, übrig blieb ein Vorschlag für das Kaufhaus, der im Mai 1989 der Projektgruppe Langlaufserie der ARDW vorgestellt wurde. Nachdem fast alle Redakteure für eine Weiterentwicklung des Kaufhaus-Stoffes gestimmt hatten, wurden umfangreiche Recherchen bei Langlaufproduktionen anderer europäischer Länder durchgeführt. Im Juli wurde daraufhin ein weiteres, überarbeitetes Papier zur Serie mit Erläuterungen zum dramaturgischen Konzept und der geplanten Manuskriptproduktion vorgelegt, worin der Kaufhaus-Stoff erweitert und abgerundet war. Letztendlich stieß das Kaufhaus Arnheim bei der ARDW-Projektgruppe jedoch auf Ablehnung, da man fürchtete, dass dieser Handlungsort nicht genügend Spielraum für private Geschichten und menschliche Schicksale bieten könnte, weshalb auch alle bisherigen Figuren-Vorschläge verworfen wurden.

#### Suche nach einem geeigneten Schauplatz
In anfänglichen Diskussionen um die örtliche Ansiedelung der Serie im April 1989, aus denen die angeführten Vorschläge entstammten, tauchte bei neuen Gesprächen mit den Redakteuren zum ersten Mal die Idee auf, ein Stadtviertel als Schauplatz zu etablieren. Ein gewachsenes Viertel mit vielen verschiedenen Figuren, die man in ihrem Privat- und Arbeitsleben zeigen kann, schien die Lösung aller Probleme zu sein. Um den idealen Schauplatz zu finden, wurden mehrere deutsche Städte in dieser Hinsicht untersucht, u. a. der Friesenwall in Köln, das Gutleutviertel in Frankfurt, die Hamburger Stadtteile Altona und Ottensen/Mottenburg, die Nordstadt und der Ölberg in Wuppertal, die Neckarstadt in Mannheim, sowie diverse andere Viertel, unter anderem in Berlin, Hameln, München, Salzhemmendorf, Amelgatzen und Bremen. Alle Recherchen ergaben, dass sich ein Stadtviertel hervorragend für eine Langlaufserie eignet. Da es solche Quartiere in vielen Städten gibt, fiel die Auswahl für die Serie nicht leicht. Bei einem Treffen der AG mit den zuständigen Sender-Redakteuren im Spätsommer 1989 einigte man sich zunächst auf Mannheim. Da die meisten Serien in Großstädten spielten, schien es an der Zeit, eine mittlere Stadt als Schauplatz einzuführen, zumal ein Großteil der Bevölkerung und somit die Zuschauer selbst in mittleren Städten und in der Provinz lebten.
Eine neue Präsentation der Serie, der neu angelegten Schauplätze und eingeführten Figuren fand im November 1989 statt. Der Marienhof, wie das Quartier inzwischen genannt wurde, sollte ein idealtypisches, fiktives Viertel in einer konkreten Stadt, nämlich Mannheim, sein. Das neue Serienprojekt erschien der ARDW so zukunftsträchtig, dass Mittel für eine Konkretisierung bereitgestellt wurden. Nach dem Fall der Mauer im November 1989 stellte man Überlegungen an, den Marienhof in Berlin anzusiedeln. Da jedoch die zukünftigen Entwicklungen dort nicht absehbar waren und die Bavaria Film/West Film dort weder Kontakte noch Niederlassungen unterhielt, wurde diese Idee schnell wieder verworfen.
Obwohl bereits eine erste Skizze der Kulissenstadt, die für die Serie aufgebaut werden sollte, vorlag, konnte Mannheim als Schauplatz die Macher letztlich auch nicht überzeugen. Bei einer Studienreise im Januar 1990 schreckte der starke Dialekt die Besucher derart ab, dass befürchtet wurde, Zuschauer außerhalb der Stadt könnten sich nicht hinreichend mit dem Schauplatz identifizieren. Schwierig erschien es zudem, genügend Schauspieler zu finden, die den Dialekt sprechen können. Obwohl die Neckarstadt ansonst großen Anklang fand, entschied man sich, den Marienhof in irgendeiner anderen Stadt anzulegen, und hatte dabei Köln als neuen Schauplatz im Kopf. Die Autoschilder trugen jedoch (auch in der kompletten ersten Staffel) ein fiktives „V“ als Ortskennung, und weder Gebäude noch Sprache oder Ortsbezeichnungen sollten eine Identifizierung der Stadt erlauben.

#### Entwicklung der Figuren
Parallel zum anschließenden Bau der Außenkulisse äußerte die Serienkommission, ein neu gegründeter Unterausschuss der ARDW, den Wunsch, die einzelnen Figuren aus der Präsentation von 1989, die noch Mannheim als Schauplatz vorsah, detaillierter auszuarbeiten. Zunächst blieben alle Rollen erhalten, wurden genauer beschrieben und erhielten eine Vergangenheit, allerdings konnten viele interessante Figuren auf Dauer nicht überzeugen. Eine neue Beschreibung wurde am 22. März 1990 mit der Serienkommission besprochen. Dabei baten die Redakteure darum, die Biografien weniger im sozial niedrigen Milieu anzusiedeln und die Rollen mit einer positiveren Grundhaltung auszustatten. Auch wünschte man sich, dass kleinere Geschichten und das Innenleben der Figuren einbezogen werden.
Bis Juli 1991 sollten der Serienkommission die ersten Drehbücher, die Figurenbiografien, die detaillierte Beschreibung des Spielortes und die gesamte Manuskript- und Produktionsplanung vorliegen. Nebenbei wurden ein Corporate Design, ein Modell für die Zuschauerforschung und erste Besetzungsvorschläge erarbeitet. Die überarbeiteten Biografien enthielt viele neue Namen für die bereits bekannten Akteure und waren schließlich so konzipiert, wie sie dann in den ersten Marienhof-Folgen auch eingeführt wurden.

#### Probleme in der Produktionsplanung
Auf der Konferenz am 22. März wurde ebenso festgehalten, dass im ersten Jahr zwei getrennte 25-Minuten-Folgen pro Woche ausgestrahlt werden sollen, deren Dramaturgie es erlaubt, sie direkt hintereinander – eventuell durch einen Werbeblock unterbrochen – senden zu können. Die spätere Präsentation des Marienhofs bei einer Sitzung in München ist von Erfolg gekrönt: Die Verantwortlichen erteilten den Auftrag für 52 × 50 Minuten. Durch diese Planungen musste man damit rechnen, auf Vorrat zu produzieren, und dennoch würde die Produktion irgendwann von der Ausstrahlung eingeholt werden, so dass man eine Sendepause einlegen müsste. Ganz zufrieden waren die Macher mit dem Ergebnis deshalb nicht. Die ursprünglich geplante 25-minütige Serie, die als erste Daily Soap aus deutscher Hand konzipiert war, sollte sich durch einen möglichst kurzen zeitlichen Abstand zwischen Produktion und Ausstrahlung eng an dem orientieren, womit sich die Zuschauer aktuell beschäftigen.
Bis zum nächsten Treffen am 16. Oktober wurden die Drehbücher also auf die neue, längere Sendeform zugeschnitten. Man entwickelte ein langwelliges Zopfmuster, nach dem die Geschichten miteinander verwoben werden. In den Wintermonaten erfolgte die weitere Bearbeitung der Bücher, Outlines und Treatments.
Auch beim Bau der Außenkulisse traten Schwierigkeiten auf: Da die Häuser zwar nagelneu waren, aber alt aussehen mussten, war eine Patinierung der Oberflächen nötig, die trotz verschiedener Tests und Spezialfirmen zunächst nicht gelingen wollte. Auch konnten die neuen Kamerasysteme nicht eingesetzt werden, da sie für Außenaufnahmen und die damit verbundenen Temperaturschwankungen nicht geeignet waren, was sich allerdings erst herausstellte, als sie bereits auf die Stative montiert waren und für erste Tests gefahren wurden. Als weiteres Problem kristallisierte sich das seinerzeit noch nicht erprobte A.V.I.D.-Schnittsystem heraus, das eine schnellere und hinsichtlich der Tonebene störungsfreie Bearbeitung zulässt, da die Festplatten das Material nicht fassen konnten.

### Dreh der ersten wöchentlichen Staffel
Allen Widerständen zum Trotz fiel die erste Klappe für den Marienhof am 10. Februar 1992, die erste Staffel wurde am 24. November 1992 abgedreht. Um das gewaltige Pensum erfüllen zu können, arbeiteten zum ersten Mal in der deutschen Seriengeschichte zwei Produktionsteams gleichzeitig – das eine produzierte dreieinhalb Tage in der Außenkulisse, das andere in der Filmvilla sowie in diversen Hallen. Zunächst wurde noch nicht chronologisch gedreht, da man verhindern wollte, dass die ersten Folgen noch etwas „hölzern“ daherkommen. Daher wurden zuerst die Folgen 13–22 produziert. Nachdem sich das Team eingespielt hatte, wurden die Folgen 1–12 und schließlich – nun in chronologischer Reihenfolge – die Folgen 23–52 abgedreht. Noch bevor die erste Folge ausgestrahlt wurde, präsentierten sich die Darsteller am 10. Juli in der Außenkulisse.
Der Auftrag für eine zweite Staffel erfolgte bereits im Mai 1992, also während der Produktion der ersten 52 Folgen. Die Auftraggeber strebten eine Langlaufserie an, die eine möglichst enge Bindung des Publikums an den Sender garantieren sollte. Das Auftragsvolumen von 50 Millionen DM deutet die Größenordnung an, in der diese Aufgabe angegangen wurde. Bis zur Daily-Umstellung wurde während der ersten zweieinhalb Jahre an 397 Tagen gedreht.

### Tod von Claus-Dieter Reents im August 1996
Am 27. August 1996 verstarb der Schauspieler Claus-Dieter Reents während der Dreharbeiten plötzlich und unerwartet an Herzversagen. Dessen Figur Heinz Poppel hatte sich wegen einer Affäre von seiner Frau getrennt und weilte zuvor einige Monate in Brasilien, doch neue Szenen mit ihm waren bereits angedreht, weitere standen bevor. Außerdem waren die Bücher der nächsten drei Monate mit Reents geschrieben und ganze 40 Drehtage fertig koordiniert. Da an jedem Tag eine Folge gesendet wurde, musste auch täglich Material für eine Folge produziert werden. Nach nur drei Tagen musste das Ensemble weiterdrehen.
Noch am selben Tag mussten sich die Verantwortlichen überlegen, wie das Handlungsgeschehen weiter verlaufen sollte. Da Margit Geissler, die Reents’ Seriengattin spielte, nach diesem schockierenden Erlebnis nicht mehr in der Kulisse des Wilden Manns, wo das Unglück geschehen war, drehen wollte, entschied man sich dafür, das bereits aufgezeichnete Material nicht zu verwenden, sondern eine Versöhnung der Eheleute in Brasilien herbeizuführen und sie anschließend beide während ihrer Rückkehr in Folge 698 bei einem Flugzeugabsturz ums Leben kommen zu lassen.

### Einstellung der Serie
Auf der Fernsehprogrammkonferenz der ARD am 5. und 6. Juli 2010 beschlossen die Programmdirektoren aufgrund der seit Anfang 2008 kontinuierlich schwindenden und darauf anhaltend schlechten Einschaltquoten – 2010 erreichte die Serie nur noch einen durchschnittlichen Marktanteil von 8,5 Prozent – einen Produktionsstopp des Marienhofs im Februar 2011. Da die Daily in den vorigen Monaten des Öfteren den Richtwert von 10 Prozent Marktanteil bei der werberelevanten Zuschauergruppe erreichen konnte, war anderen Berichten zufolge lediglich eine Umstrukturierung des Vorabendprogramms ab 2011 geplant. Am 15. Dezember 2010 gab die ARD jedoch offiziell bekannt, dass die Serie mit Folge 4053 zu Ende gehen und noch bis Anfang Juni 2011 zu sehen sein werde. Nach genau 19 Jahren endete die Produktion am 11. Februar 2011 mit dem letzten Drehtag.
Infolge der Produktionseinstellung mussten bei der Bavaria Fernsehproduktion die Verträge von über 100 Mitarbeitern gekündigt werden. 30 von ihnen konnten für die neue Bavaria-Produktion Herzflimmern – Die Klinik am See, die bereits am 22. November 2010 begonnen hatte, übernommen werden.

## Ausstrahlung

### Start im Vorabendprogramm „ARD vor 8“
Am 1. Oktober 1992 ging der Marienhof in „ARD vor 8“ zum ersten Mal auf Sendung und erreichte auf Anhieb 2,90 Millionen Zuschauer, was einer Einschaltquote von 24,2 Prozent entsprach. Zunächst wurde die Serie zweimal wöchentlich ausgestrahlt, immer dienstags und donnerstags um 17:35 Uhr. Im Laufe der ersten Staffel konnte mit der am 31. Dezember 1992 gesendeten Silvesterfolge Nr. 26 die insgesamt höchste Einschaltquote der Seriengeschichte erreicht werden, die ihr mit 4,74 Millionen interessierten Zuschauern einen Marktanteil von 27,4 Prozent einbrachte.
Nach 52 Folgen, die nun eine Länge von knapp 50 Minuten hatten und von einem kurzen Werbeblock unterbrochen wurden, ging der Marienhof am 8. April 1993 in die Sommerpause und kehrte erst am 28. September mit Folge 53 und einem neuen Sendeplatz auf die Bildschirme zurück. Die Episoden liefen nun knapp eine Stunde später um 18:25 Uhr und hatten außerdem nur noch eine Länge von 25 Minuten, ausgestrahlt wurde jedoch weiterhin nur dienstags und donnerstags. Kurz zuvor fand am 10. September 1993 das zweite große Sommerfest mit allen Darstellern statt. Eine Sommerpause war 1994 nicht mehr nötig, da nun 104 anstatt wie bisher 52 Folgen zur Verfügung standen.

### Umstellung zur Daily Soap
„Back to the roots“: Ab dem 2. Januar 1995 wurde der Marienhof als Daily Soap gesendet – also in der Form, wie er ursprünglich auch geplant gewesen war. Hauptziel des Senders war es, die Programme, die am werbewichtigen Vorabend bis dato von einem überwiegend älteren Publikum gesehen wurden, deutlich zu verjüngen, und als bestes Mittel schienen sich dafür Daily Soaps als aktuelle Trendserien zu eignen. Neben dem neu in Auftrag gegebenen Format Verbotene Liebe, das gleichzeitig mit dem Marienhof auf der aktualisierten Programmschiene startete, wollte man noch eine zweite tägliche Serie und fasste daher den Entschluss, den nach wie vor recht erfolgreichen, jedoch etwas „angestaubten“ Marienhof in ein Daily-Format umzuwandeln.
Der Sendeplatz wurde beibehalten, das Konzept jedoch komplett umgeschrieben. Das Kardinalproblem stellten die vorliegenden Weekly-Drehbücher dar, die man nicht unter Daily-Bedingungen verfilmen konnte. Sie wurden so umgeschrieben, dass die Geschichten fortan in Blöcken à fünf Folgen entwickelt wurden und viele neue, vor allem jüngere Rollen eingeführt werden konnten. Andere Figuren, die nicht mehr in das neue Konzept passten, wurden dafür entfernt. Fünf Darsteller aus der Weekly-Zeit waren nicht bereit, unter den neuen Bedingungen zu drehen (an einem Tag musste nun so viel Material produziert werden wie zuvor in einer Woche). Da die Rollen allerdings durchgängig angelegt waren, wurden sie umbesetzt.
Thematisch wurden nun auch „heißere Eisen“ angefasst, durch die bereits im Vorfeld damit begonnen wurde, diese neue Serien-Ära inhaltlich einzuleiten. So setzten sich beispielsweise die ersten Folgen mit den Problematiken Ausländerfeindlichkeit und Rechtsradikalismus auseinander, als der Gemüsestand des Türken Sülo Özgentürk (dargestellt von Giovanni Arvaneh) einem Brandanschlag zum Opfer fiel. Nur einen Monat später wurde Mariella Lobefaro (Lola Mendes) von ihrem Verlobten Tullio Rostini (Marcus Grüsser) verfolgt, der Mitglied der italienischen Mafia war. Auch die Folgen des Nationalsozialismus fanden – wie auch schon zu Beginn der Serie am Beispiel der Jüdin Rosa Sievenich (Marianne Lindner) – Eingang in den Handlungsverlauf, wobei man den Aspekt der korrekten Kontextualisierung außer Acht ließ: In den Anfangszeiten wurde geschildert, dass der seinerzeit sechsjährige Sohn der Sievenichs von den Behörden geholt worden sei und man nie wieder etwas von ihm gehört hatte, wobei später in der Daily-Handlung erzählt wird, der fünfjährige Erich sei über einen Familienfreund in einen Kinderzug nach London gesetzt worden, den die Deutschen anschließend bombardierten. Als Grund wurde dabei angeführt, das Kind nicht jahrelang gemeinsam mit seiner Mutter im Keller der Kneipe Blauer Engel verstecken zu können, der im Gegensatz zu 1992 nun weitaus größer gebaut war. Laut Karls Aussagen fand seine Frau dort von 1943 bis 1945 Unterschlupf, während Gessner in den ersten Folgen erwähnt, sein Vater habe Rosa dabei geholfen, in ein anderes Land zu flüchten.
Auf optischer Ebene überarbeitete man v. a. das Kulissenkonzept: Das Erich-Kästner-Gymnasium, welches zuvor eine Gesamtschule war, und die Kneipe Wilder Mann wurden ab Folge 175 bzw. 179 in neuen Dekorationen bespielt und bekamen damit einen moderneren Anstrich. Die Außenansicht der Schule befand sich nun außerdem nicht mehr direkt im Stadtviertel, wo sie zuvor über ein Schultor betretbar war, sondern lag etwas außerhalb und auf einer Anhöhung. Der Zeitschriftenladen der Poppels sowie das Café Ortrud’s, die beide seit Folge 1 das Straßenbild des Viertels mitbestimmten, wurden nun in die Galerie integriert, was im Falle des Ortrud’s, das nahtlos von Folge 178 auf 179 wechselte, eine deutliche Flächenverminderung bedeutete, wobei die zuvor mitverkauften Backwaren aber in eine direkt angeschlossene Ladenfläche umgelagert wurden. Der Zeitschriftenladen, welcher zuletzt in Folge 202 in gewohnter Optik zu sehen war, wurde in Erweiterung zum Schreibwarenladen dagegen erst in Folge 213 neu eingeführt, war in Außenansicht jedoch schon im Vorfeld als neue Mietfläche der Galerie zu erkennen. All diese Veränderungen vollzogen sich stillschweigend und wurden im Handlungsgeschehen weder erklärt noch kommentiert.
Somit war der Marienhof, dessen neue, täglich ausgestrahlte Folgen ab dem 24. Oktober 1994 produziert wurden, wieder näher am Puls der Zeit und erzählte spannende Geschichten aus der Mitte des Lebens. Die Umwandlung eines wöchentlichen Serienformats in ein tägliches, mit dessen Planung im November 1993 begonnen wurde, ist bis heute einmalig im deutschen Fernsehen geblieben. Die Produktion der zweiten Daily-Staffel startete am 15. November 1995.

### Besonderheiten
- Bis zur Einführung der täglichen Ausstrahlung trug jede Folge einen individuellen Titel.[21] Eine Ausnahme bildet in dieser Hinsicht die am 11. August 1995 gesendete Folge 287, die mit „Mord in der Galerie“ betitelt ist.
- Während der Ausstrahlung der ersten Staffel wurden die jeweiligen Folgen von Oktober 1992 bis April 1993 am nachfolgenden Tag in diversen dritten Programmen wiederholt. Am 13. Januar 1996 begann die ARD mit der Ausstrahlung eines samstäglichen Rückblicks um 18:40 Uhr, dem „Verbotene Liebe- und Marienhof-Weekend“, in dem die Serieninhalte der vergangenen Woche in aller Kürze zusammengefasst wurden. Mangels Erfolg wurde dieses Projekt allerdings bereits im März wieder eingestellt. Von Januar bis September 1998 wurden im Vormittagsprogramm der ARD insgesamt 168 ältere Folgen wiederholt, von Januar bis Juli 1998 wiederum die ersten 52 Folgen, dieses Mal im MDR.[22]
- Ab der 500. Folge wurden zu Jubiläen auf dem Bavaria-Gelände große Feiern veranstaltet, die jeweils unter einem bestimmten Motto standen und für die die Schauspieler besondere Shows einstudierten. Zur 500. Folge gab es eine große Street-Party im Marienhof, zur 750. Folge wurde eine große Show rund um die Hochzeit der Figuren Frank Töppers und Annalena Bergmann gestaltet, und die Feier zur 1000. Folge stand ganz unter dem Motto der 1970er Jahre. Hierbei sangen die Schauspieler zu Hits wie Moskau von Dschinghis Khan oder Aber bitte mit Sahne von Udo Jürgens neue Texte, die auf die Inhalte der Serie getrimmt wurden.
- Mit der Geschichte um den todkranken Marco Busch (Lutz Winde) konnte die Serie im Februar 1997 mit über vier Millionen Zuschauern die höchsten Einschaltquoten seit Beginn der Daily-Ausstrahlung verbuchen, die stolze 18,7 Prozent Marktanteil ausmachten. Dieser Wert steigerte sich später noch weiter und lag bis ins Jahr 2000 hinein kontinuierlich bei rund 19,5 Prozent.[19]
- Im Herbst 1997 wurde anlässlich des fünften Jahrestags die Dokumentation 5 Jahre Marienhof – Eine Soap feiert Geburtstag ausgestrahlt. Neben Ausschnitten aus den bisher gesendeten Folgen und Interviews mit einigen Darstellern wurden die Dreharbeiten begleitet und Teile der Feier zur 750. Folge gezeigt.
- In Folge 1000 (16. Juli 1998) durften die Zuschauer erstmals in der deutschen Seriengeschichte bestimmen, wie ein Cliffhanger in der nächsten Folge aufgelöst werden sollte. Via TED konnten sie aus drei weitergeführten Versionen bestimmen, ob Tobias Kuczinski (Sascha Heymans) zu einer gefährlichen Mutprobe antreten soll oder nicht. Dieses Konzept wurde auch auf die 1500. Folge angewandt, als Serienfigur Nik Schubert (Sebastian Deyle) in der Flirtshow Herzblatt seine Traumfrau suchte. Diesmal durften die Zuschauer per Anruf eine der drei Kandidatinnen bestimmen. Im Vorfeld hatte die Produktion in Zusammenarbeit mit TV Movie und Bravo junge Frauen zwischen 16 und 25 Jahren aufgerufen, sich durch eine persönliche Vorstellung und einer filmreifen Liebeserklärung auf VHS um die Gastrolle als Herzblatt-Kandidatin zu bewerben.[23] Eine der drei Gewinnerinnen war die spätere Hauptdarstellerin Shirli Volk, die als Kandidatin 2 allerdings nicht von den Zuschauern gewählt wurde.
- 1999 hatten 20 Fans die Chance, im Rahmen der Aktion Marienhof goes to Malta gemeinsam mit den Darstellern Christof Arnold, Florian Karlheim, Judith Hildebrandt, Sascha Heymans, Melanie Marx und Annika Murjahn in den Urlaub zu fahren.
- Bei der Marienhof-Trendscout-Aktion im Herbst 1999 durften die Zuschauer ihre Stars neu einkleiden. Die besten Kostüme wurden bei einer Modenschau vorgestellt, die durch eine Jury und das Publikum ermittelten Gewinner bekamen ein Praktikum bei der Marienhof-Produktion.
- Neben dem Crossover mit Herzblatt am 3. und 4. August 2000 fand ein weiteres mit der Ärzteserie In aller Freundschaft statt, das in Folge 2223 am 11. September 2003 zu sehen war. Hierbei traten die Schauspieler Thomas Rühmann (Dr. Roland Heilmann) und Stephen Dürr (Vladi Nemetz) in ihren angestammten IaF-Rollen auf.
- Einige „Treppenhaus-Sequenzen“ aus dem in der 2500. Folge gezeigten Hauseinsturz wurden im Jahr 2011 in die ebenfalls von der Bavaria produzierten Telenovela Sturm der Liebe geschnitten, in deren 1383. Episode eine Bombe im Hotel Fürstenhof detonierte. Dabei waren Sven Thiemann und Alfonso Losa kurz in ihren MH-Rollen zu sehen. Dies bot sich daher an, weil der Marienhof-Produktion im Jahr 2004 für diese Dreharbeiten die Villa Mann als Dekoration zur Verfügung gestellt wurde, in der seit 2006 die Innenaufnahmen des Fürstenhof-Westflügels entstehen.
- Ab dem 14. November 2007 wurde Marienhof als zweite deutsche Daily Soap in 16:9 ausgestrahlt. Zuvor begann der Sender bereits, Verbotene Liebe ab dem 5. September 2007 in diesem Bildformat zu senden.
- Auf Anregung des Darstellers Christian Volkmann entstand 2008 das Charity-Theaterstück Black Comedy – Komödie im Dunkeln, dessen Einnahmen größtenteils dem gemeinnützigen Münchner Verein ghettokids – Soziale Projekte e. V. zugutekamen, der sich für sozial benachteiligte Kinder einsetzt. Neben Volkmann, der hierbei die Rolle des Regisseurs übernahm, und den damals aktuellen Darstellern Giovanni Arvaneh, Christian Buse, Ivonne Polizzano, Jan Stapelfeldt und Wolfgang Seidenberg wirkte mit Katja Keller auch eine ehemalige Marienhof-Darstellerin in dem turbulenten Boulevardstück mit. Zudem waren Nadja Juretzka und Werner Winkler auf der Bühne zu sehen. Das Stück wurde vom 17. Februar bis 25. September 2009 im Münchner Drehleier-Theater aufgeführt.[24]
- Von Juni 2009 bis Juli 2010 wurde mit den Figuren Toni Verhaag (Sandra Koltai) und Nic Stein (Hendrik Borgmann) erstmals eine Love Story nach Telenovela-Vorbild erzählt, allerdings ohne Voice-over. Von einem „Magic Moment“ in der eingestürzten Galerie bzw. während der Rettung aus der Ruine wurde über ein ganzes Jahr erzählt, wie sich Toni von ihrem Ehemann David Verhaag (Christian Volkmann) entfremdet und sich immer mehr zu dem jungen Arzt hingezogen fühlt. Hinzu kam das beinah tragische Ende, da Toni einen Schuss von David nur knapp überlebte. Schließlich entstand an Originalschauplätzen in München eine bayerische Heirat.
- Zuvor feierten Amelie Verhaag (Julika Wagner) und Marlon Berger (Simon-Paul Wagner) Ende September 2009 eine Hochzeit im Bollywood-Stil. Gedreht wurde mit echten Dickhäutern und indischen Kostümen. Der Comedian Tetje Mierendorf hatte in dieser Folge einen Gastauftritt als Pfarrer.
- Als im Herbst 2009 die neuen Kulissen eingeweiht wurden, startete man auf der offiziellen Webseite eine Werbeaktion mittels des Internet-Blogs T@lk-On-Line. Darin erzählte Inge Busch (Viktoria Brams) ab dem 16. Dezember 2009 aus ihrer Sicht den Zuschauern von den neuesten Ereignissen im Viertel – direkt aus dem neuen Waschsalon, zu dessen Inventar auch Internet-Stationen zählten. Als sich Inge im August 2010 in den Ruhestand verabschieden musste, übernahm Simon-Paul Wagner, der in der Serie den Journalisten Marlon Berger verkörperte, diese Aufgabe noch bis 6. Oktober 2010. Der Blog hieß fortan MarlONline.
- Zum 18-jährigen Jubiläum waren ab dem 27. September 2010 über die ARD-Mediathek diverse Highlight-Episoden etwa einen Monat lang abrufbar. Dabei handelte es sich um die Folgen 1, 672, 750, 835, 1064, 1252, 1493, 1518, 1546–1549, 1677–1678, 1745, 2000, 2885–2886, 3000, 3617, 3858 und 3871. Vom 26. Januar bis 18. Mai 2011 wurden diese Episoden nochmals als Abschieds-Geschenk im wöchentlichen Rhythmus online gestellt, wobei die Folgen 1546–1549, 1677–1678 und 2885–2886 im Block gezeigt, da sie thematisch ineinander greifen. Die Beiträge waren bis zur letzten Sendewoche im Juni abrufbar.
- In die letzte gezeigte Szene zwischen „Serien-Urgestein“ Viktoria Brams (Inge Busch) und Timothy Raschdorf (Tim Töppers) wurde der Abschied des gesamten Ensembles mit eingebunden, welches sich im Gruppenbild von den Zuschauern verabschiedete. Darunter mischten sich auch viele ehemalige Darsteller, die anlässlich des letzten Drehtags angereist waren. Dabei handelte es sich um Sabine Bohlmann (Jenny Deile), Berrit Arnold (Annalena Bergmann), Nicole Belstler-Boettcher (Sandra Behrens), Leonore Capell (Andrea Süsskind), Katja Keller (Billi Vogt), Melanie Marx (Doro Stockner), Diana Greifenstein (Anna Förtig), Ygal Gleim (Ronny Berger), Sebastian Gerold (Anton Klayber), François Smesny (Dr. Roman Westermeier), Carolin Gralla (Trixi van der Looh), Donia Ben-Jemia (Lucy Vogt), Shirli Volk (Annika Kruse) und Christian Volkmann (David Verhaag). Mit einem kurzen Schriftzug, der den Zuschauern für die Treue und Unterstützung über viele Jahre hinweg dankte, verabschiedete sich der Marienhof schließlich am 15. Juni 2011 von den Bildschirmen. Die letzte Folge erreichte mit verhaltenen 9,4 Prozent Marktanteil beim Gesamtpublikum sowie 8,7 Prozent bei den Werberelevanten immerhin die jeweils besten Ergebnisse im Jahr 2011.[25]

## Kulissen im Wandel der Zeit

### Bau der ersten Außenkulisse
Ursprünglich sollte sich der Marienhof von einem Schulhof über die vorhandene Kulisse „Münchner Straße“ bis zur Dekoration für die Produktion Löwengrube erstrecken. Die Idee scheiterte jedoch, weil der Marienhof für seine vielen Figuren wesentlich mehr Handlungsorte benötigte als die bestehenden Kulissen bieten konnten. Zudem sollte die Serie Löwengrube über das Jahr 1991 fortgesetzt werden, und die Szenerie der „Münchner Straße“ war wegen ihrer Häuser und Gebäude im Stil der Zeit des Zweiten Weltkriegs und der Jahre danach nicht mit den Vorstellungen der neuen Serie zu vereinbaren.
Also sollte der Marienhof eine eigene, in sich abgeschlossene Dekoration bekommen. Mit der Anfertigung des Entwurfs wurde der Schweizer Rolf Engler beauftragt, nach dem schließlich auf 4450 m² Grundfläche ein komplettes Stadtviertel errichtet wurde, deren Grundsteinlegung im April 1991 erfolgte. Mit ihren 18 Wohn- und Geschäftshäusern sowie einer Schule entstand auf dem Gelände der Filmstudios eine der größten Serien-Außenkulissen Europas, deren Fassadenfläche 3170 m² betrug. Fünf Gebäude waren komplett ausgebaut und somit innen wie außen bespielbar. In Halle 7 des Filmgeländes entstanden weitere Wohnungen und Büros sowie Varioflächen für seltene Szenenbilder. Als dritter Drehort beherbergte eine mehrstöckige Filmvilla die Fernsehfamilien Wagner und Pritzwalk sowie die Pension Sievenich. Unter dem Dach residierte stilgerecht in einer Mansardenwohnung der „Arme Poet“ H.W. Jensen. Insgesamt standen 40 variable Räume mit einer Gesamtfläche von 3000 m² zur Verfügung. Als 1993 die Galerie-Kulisse gebaut wurde, kamen weitere 20 Räume hinzu, welche Ladenflächen beherbergten.

### Ein neues Stadtviertel entsteht
Nachdem über tausend Zuschauer den Wunsch nach mehr Stadtviertelatmosphäre geäußert hatten, beschloss man im Januar 2000 – wahrscheinlich auch wegen der von vielen Fans kritisierten Establishing Shots von Köln – die Außenkulisse wieder stärker in die Serie zu integrieren. Im Mai 2001 wurde mit dem zehnmonatigen Bau einer neuen, erweiterten, aktualisierten und teilbespielbaren Version dieses Straßenzugs begonnen, da die alte Kulisse durch Witterung und Alter stark beschädigt und ein Neubau kostengünstiger und effektiver war. So wollte man vor allem möglichen Gefahren beim Dreh in den alten Kulissen vorbeugen und im Neubau die Häuser wesentlich funktionaler anlegen, als es bisher der Fall gewesen war.
Durch eine Renovierungsaktion innerhalb der Serie wurde langsam damit begonnen, den Zuschauern die künftige Veränderung nachvollziehbar zu vermitteln. Der damalige Produzent Stephan Bechtle trat am 13. August 2001 in Folge 1744 als Galeriebesitzer König auf und präsentierte den Bewohnern ein Modell des umgestalteten Wohnviertels. Die ersten Aufnahmen in der neuen Kulisse begannen am 5. April 2002 mit der Produktion eines neuen Vorspanns, der die Darsteller erstmals seit 1994 nicht mehr in einem artspezifischen Rahmen zeigte, sondern an ihren typischen Wohn- und Arbeitsplätzen.
Zuvor wurden bereits einmal im Zuge der Daily-Umstellung neue Kulissen in die Serie eingeführt, jedoch ohne dies dem Zuschauer speziell im Handlungsgeschehen zu erklären, wie es etwa 1993 mit der Errichtung der Galerie geschehen war. So wurde beispielsweise zum einen die veraltete Schulkulisse durch ein moderneres Erich-Kästner-Gymnasium ersetzt, zum anderen integrierte man die Dekorationen des Cafés Ortruds und des Zeitschriftenlädchens von Hilde und Heinz Poppel, die sich beide zuvor direkt im Straßenbild befanden, als neue Ladenflächen der Einkaufspassage.

### Der große Relaunch
Als zum Jahresanfang 2009 Simon Müller-Elmau den Posten als Produzent von Bea Schmidt übernahm, kündigte er eine Überarbeitung der Serie auf visueller Ebene an. Diese schlug sich in einer neuen Bildsprache, einer tageslichtgetreuen Lichttechnik sowie einem neuen Vorspann nieder, womit dem Marienhof eine völlig neue Optik verliehen wurde. Den Startschuss für diesen Relaunch lieferte am 17. April 2009 eine organisierte Explosion in den Kulissen der Galerie, die um 13:21 Uhr sechs Schauplätze in Trümmer verwandelte. Die Folgen rund um den Einsturz der Einkaufspassage waren vom 19. bis 29. Juni 2009 im Fernsehen zu sehen, die Explosion selbst am 23. und 24. Juni.
Erstes Anzeichen für die großen Veränderungen war der Umbau des Wilden Manns. Die Kneipen-Kulisse wurde in Folge 3565 von einem Wasserschaden heimgesucht und musste renoviert werden, womit sie gleichzeitig einen Wandel zum italienischen Restaurant durchmachte. Der neue Wilde Mann war in Folge 3591 am 14. Mai 2009 zum ersten Mal zu sehen.
Nach der großen Explosion begannen die Set-Designer und Bühnenbauer der Daily in dem zum Schluss komplett umgestalteten Studio 6 auf dem Bavaria-Filmgelände in Grünwald mit dem Bau weiterer neuer Kulissen, die am 21. Oktober 2009 in Folge 3693 im Rahmen eines Straßenfestes offiziell eingeweiht wurden, allerdings schon ab Folge 3689 zu sehen waren.

### Nach Produktionsschluss
Nach Einstellung des Formats wurde bereits am 14. Februar 2011 – also in der ersten Woche nach dem letzten Drehtag – sofort damit begonnen, sämtliche Dekorationen des Serienviertels abzubauen. Während die Set-Kulissen ebenfalls wenige Tage nach Drehschluss abgerissen wurden, soll die große Außenkulisse aber weiterhin bestehen bleiben.
In der Woche vom 21. bis 26. Februar 2011 konnten Fans aus dem riesigen Kostümfundus einige Erinnerungsstücke käuflich erwerben. Auch der Kauf kleinerer Requisiten als Andenken war hierbei möglich. Im Juni verloste die Produktion zudem zehn Fanpakete unter verschiedenen Mottos mit den dazugehörigen Artikeln. Zudem war ein letztes Mal der Erwerb von Originalrequisiten, Kostümen, Fotos und Autogrammen möglich. Als Hauptpreis wurde das Brautkleid verlost, welches Sandra Koltai in ihrer Rolle Toni Port während der Hochzeit mit David Verhaag (Christian Volkmann) im September 2008 getragen hatte.

## Auszeichnungen

### Preise
- Anlässlich des Weltnichtrauchertags 2004 wurde der Serie das Rauchfrei-Siegel des Aktionsbündnisses Nichtrauchen verliehen, da vielen Zuschauern positiv aufgefallen war, dass die Hauptcharaktere Nichtraucher sind und rauchende Figuren Seltenheitswert besaßen.

### Nominierungen
- 2010 wurde die Serie neben zahlreichen anderen Produktionen für den Deutschen Fernsehpreis in der Kategorie Beste tägliche Serie nominiert. Ausgezeichnet wurde letztendlich jedoch Sturm der Liebe, da die Telenovela das Internet-Voting gewonnen hatte.
- 2011 erhielten mehrere Darsteller die Chance auf einen German Soap Award:
  - Beste Darstellerin Daily Soap – Viktoria Brams, Isabella Hübner
  - Bester Darsteller Daily Soap – Wolfgang Seidenberg, Tuna Ünal
  - Bestes Liebespaar – Hendrik Borgmann & Sandra Koltai
  - Bösester Fiesling – Christian Buse
  - Bester Newcomer – Lara-Isabelle Rentinck
  - Sexiest Woman – Katrin Ritt
  - Sexiest Man – Simon-Paul Wagner

## Schleichwerbung
Im September 2005 wurde durch eine von der ARD veröffentlichte Kundenliste bekannt, dass unter anderem die Initiative Neue Soziale Marktwirtschaft 2002 per Schleichwerbung für 58.670 Euro Szenen und Dialoge zu Themen wie „Wirtschaft, schlanker Staat, Steuern“ platziert hatte. Die Gewerkschaft ver.di forderte die INSM daraufhin auf, ihre Aktivitäten in den Medien offenzulegen. Der stellvertretende Verdi-Vorsitzende Frank Werneke kritisierte, ein „solcher Fall von Manipulation“ übertreffe „alle bisherigen Vermutungen über verdeckte Einflussnahmen durch die INSM“. Offenbar scheue man „die offene Auseinandersetzung über die sozialen und beruflichen Perspektiven von Jugendlichen“ und schleiche sich stattdessen in Jugendmedien ein. Weitere Bestellungen betrafen die Darstellung von Apotheken als kompetente Berater, die positive Darstellung von Alkoholkonsum im Allgemeinen und die von Ouzo im Speziellen, Thematisierung bestimmter Krankheiten sowie weitere Meinungsmache, weit über reine Produktplatzierung hinaus, so dass die Manipulationen den gesamten Handlungsverlauf derart beeinflussten, so dass ein reines Weglassen nach Bekanntwerden der Manipulationen gar nicht mehr möglich war.
Der Verein Lobbycontrol kritisiert, dass die Initiative mit der Schleichwerbung den Rundfunkstaatsvertrag sowie professionelle Standards der Öffentlichkeitsarbeit wie den europäischen Code de Lisbonne missachtet habe. Die INSM erklärte daraufhin, es sei nur darum gegangen, „Grundkenntnisse über unsere Wirtschaftsordnung“ zu vermitteln und die „Bedeutung eigenen Engagements bei der Suche nach einer Ausbildungs- oder Arbeitsstelle“ zu betonen. Später räumte sie jedoch ein, dass die Medien-Kooperation im Falle der Serie Marienhof ein Fehler war. Der Initiative sei aber von der Produktionsgesellschaft mehrfach versichert worden, dass die Form der Zusammenarbeit in Einklang mit dem Rundfunkstaatsvertrag stehe und die zuständige ARD-Redaktion die Stücke abnehme, was sich als falsch herausgestellt habe. Den Vorwurf, die INSM manipuliere die Medien, den die Gewerkschaft ver.di in ihrer Pressemitteilung vom 20. September 2005 erhoben hatte, wies die Geschäftsführung der Initiative zurück.

## Zahlen
Die Serie umfasst 4053 Folgen, die im Zeitraum von 19 Jahren produziert wurden. Als das Format am 1. Oktober 2010 sein 18-jähriges Bestehen feierte, konnten ungefähr 160 Hauptdarsteller, 7300 Nebendarsteller und 88.000 Komparsen, die bis dato in der Serie mitgewirkt hatten, verzeichnet werden. Insgesamt gab es im Handlungsverlauf 27 Hochzeiten, drei weitere außerhalb des Seriengeschehens. 18 Haupt- und 24 Nebenfiguren  sowie sechs Komparsenrollen und vier Tiere starben den Serientod, von denen zehn ermordet wurden. Es wurden 13 Kinder geboren und auch 13 während der Schwangerschaft verloren. Außerdem haben 50 Prominente mitgespielt.
An folgenden Tagen beging die Serie ein Jubiläum: 22. März 1994 (Folge 100), 22. Mai 1996 (Folge 500), 19. Juni 1997 (Folge 750), 16. Juli 1998 (Folge 1000), 3. August 2000 (Folge 1500), 26. September 2002 (Folge 2000), 8. November 2004 (Folge 2500), 19. Dezember 2006 (Folge 3000), 4. Februar 2009 (Folge 3500), 23. März 2011 (Folge 4000).

## Merchandise

### Bücher & Heftromane
Begleitend zum Seriengeschehen bzw. an dieses angelehnt erschienen folgende Romane:
- Rolf A. Becker, Marienhof – der Roman zur Fernsehserie (Ehrenwirth, 1991/Ullstein TB, 1997)
- Rolf A. Becker, Marienhof – Mitten ins Herz (Ehrenwirth, 1993)
- Julia Andersen, Es wird viel passieren (Loewe Verlag, 1998)
- Julia Andersen, Umwege ins Glück (Loewe Verlag, 1998)
- Ulrich Mathiessen, Verbrechen und Liebe (Burgschmiet-Verlag, 1999)
- Ulrich Mathiessen, Wahre Liebe, falsche Freunde (Burgschmiet-Verlag, 1999)

1995 veröffentlichte der Bastei-Verlag die Heftromanreihe Marienhof. Es wird viel passieren. Der aktuelle Roman zur Fernsehserie der ARD. Die Hefte basierten auf den Drehbüchern der Serie und erschienen im wöchentlichen Rhythmus. Nach 25 Ausgaben wurde die Reihe eingestellt.
Das Marienhof Fanbuch. Das Lexikon für den echten Fan. Von A bis Z erschien 1997 im Verlag Herbig und beschreibt vor allem die seinerzeit aktiven Rollen und ihre Darsteller, erklärt aber auch relevante Handlungsstränge unter einzelnen Schlagworten und was bei der Entstehung einer Daily Soap hinter den Kulissen geschieht.
Daneben ist seit 1999 das Kochbuch Marienhof al dente bei Zeitgeist Media erhältlich.
Anlässlich der 2000. Folge sowie dem 10-jährigen Serienbestehen veröffentlichte Frieder Scheiffele im Herbst 2002 sein Buch Marienhof – Hintergründe und Fakten, welches das Seriengeschehen der Folgen 1–2000 zusammenfasst, die Darsteller, die bis dato mitgewirkt hatten, in kurzen Biografien vorstellt und den Produktionsverlauf von der anfänglichen Planung der Serie bis hin zum Umbau der Außenkulisse im Frühjahr 2001 nachzeichnet.

### Zeitschriften & Kalender
Zwischen 1997 und 2004 gaben verschiedene Verlagshäuser das offizielle Magazin zur Serie heraus. Das Erscheinen wurde teilweise kurzfristig eingestellt, so dass es noch zu Ankündigungen von Ausgaben kam, die dann nicht veröffentlicht wurden.
- 1997–1999: OZ Verlag, Rheinfelden (24 Ausgaben)
- 2000–2001: Verlagsunion Pabel-Moewig, Rastatt (6 Ausgaben)
- 2001–2003: Schau Verlag, Hamburg (16 Ausgaben)
- 2004: Attic Futura Verlag, München (1 Ausgabe)

Anlässlich der 1250. Folge erschien eine Sonderausgabe mit dem Titel Stars ’99, die ebenfalls aus dem OZ Verlag stammt.
Über teNeues war zwischen 1999 und 2005 jeweils ein Broschürekalender für das kommende Jahr erhältlich.

### CDs & Hörspielkassetten
Von 1995 bis 2002 wurden sechs Tonträger veröffentlicht, die zum einen Verbindungen zur Serie herstellten, etwa durch die jeweiligen Titelsongs, einige im Handlungsverlauf verwendeten musikalischen Liebesmotive oder Songs von Darstellern, zum anderen aber auch damalige Chart-Erfolge beinhalteten, die nicht direkt auf die Serie bezogen waren:
- Marienhof (Polystar, 1995)
- Es wird viel passieren – Marienhof (ZYX, 1995)
- Marienhof Vol. 2 (Polystar, 1996)
- Marienhof Vol. 3 (Polystar, 1997)
- Marienhof – Es ist viel passiert (Warner Music Austria, 1999)
- Marienhof – Just Love (Warner Music Group, 2002)

Am 3. Juni 2011 erschien unter dem Label Bavaria Sonor Records noch eine Compilation mit dem Titel Marienhof – Deine Songs, die die schönsten Musikstücke aus 19 Jahren beinhaltet. Von Februar bis Mai konnten die Fans auf der offiziellen Website ihre Lieblingssongs für die Playlist wählen. Zu diesem Zweck wurden drei Mal 20 Titel vorgeschlagen. Mit viel Liebe zum Detail wurde zudem ein zwölfseitiges Booklet entworfen, das mit einer kleinen Bildergeschichte die schönsten Momente aus fast zwei Jahrzehnten erzählt. Hierfür wurden auch bisher unveröffentlichte Fotos der Serie und Darsteller verwendet.
1998 waren zwei Hörspielkassetten erhältlich, die jeweils einen Handlungsstrang aus der Serie enthielten. Dabei wurde die Original-Tonspur der Fernsehfolgen verwendet und zusätzlich durch Musik und Passagen, in denen ein Erzähler (Michael Harck) die Handlung erklärt, ergänzt.
- Tims Entführung (Karussell)
- Tobias und Lee (Karussell)

### Videos & DVDs
1996 wurde mit Und täglich grüßt der Marienhof eine 20-minütige Persiflage auf die Dreharbeiten der Serie produziert. Nach einer Idee von Cyrus David und Peter Zwicker entstand unter Beteiligung vieler Darsteller und Mitarbeiter ein humorvoller Blick hinter die Kulissen des Alltags der Dreharbeiten. Der Film konnte über den Fanclub der Serie auf Video bestellt werden.
1999 produzierten Frieder Scheiffele und Jonny Freifeld die 96-minütige Dokumentation Making of Marienhof, die ebenfalls über den Fanclub der Serie auf Video bezogen werden konnte. Präsentiert wird ein umfassender und chronologischer Einblick in die Geschichte der Serie, der bei ihrer Entstehung ansetzt, die Umwandlung zur Daily Soap behandelt und schließlich nahezu alle im Jahre 1999 aktiven Hauptdarsteller zu Wort kommen lässt. Ausschnitte aus der Serie runden den Film ab.
2002 erschien bei Karussell das Video Hinter den Kulissen des Marienhofs, das ebenfalls unter Anleitung Scheiffeles und Freifelds entstand. Vor allem steht darin der Bau der neuen Außenkulisse im Vordergrund. Zudem wurden einige Spielszenen mit Wolfgang Seidenberg, Sven Thiemann und Berrit Arnold produziert, die den Zuschauer durch den 60-minütigen Film begleiten sollen. Außerdem gewährt er Einblicke in die Arbeit hinter den Kulissen und unterhält durch Interviews, kommentierten Szenen, den schönsten Pannen und allen bisherigen Vorspann-Konzepten.
Am 11. März 2011 veröffentlichte Diamant Video die erste DVD-Box zur Serie, welche die Episoden 170–219, also die ersten 50 Daily-Folgen, beinhaltet.
Zwei Tage nach Ausstrahlung der letzten Episode erschien am 17. Juni 2011 ein zweites Set mit dem Titel Goodbye Marienhof – Die ultimative Fan-Box, das neben den ersten zehn Serienfolgen von 1992 auch 20 Highlight-Episoden beinhaltet (Folge 53, 667, 699, 750, 810, 1000, 1677–1678, 1745, 1920, 1929, 2500–2503, 3000–3001, 3617, 3858 und 4053). Außerdem ist eine Bonus-DVD enthalten, die unter dem Motto „Entstehung und Abschied“ steht. Sie enthält die Dokumentationen Making of Marienhof (1999) und Hinter den Kulissen des Marienhofs (2002), die beiden Alternativfassungen der 1000. Folge, einen Drehtag mit Michael Jäger (Matthias Kruse) und eine Set-Tour mit Antonio Putignano (Stefano Maldini), das Making-of zum Hauseinsturz in der 2500. Folge, Eindrücke vom letzten Drehtag, den Abriss der Kulissen, Outtakes sowie das Special Marienhof in 6 Minuten, in dem Julia Dahmen (Constanze Riemer) einen groben Überblick über das Beziehungsgeflecht zwischen den einzelnen Rollen gibt.
Beide DVD-Kollektionen sind seit dem 16. November 2012 auch zusammen als „Große Geschenkbox“ erhältlich.

### Sonstiges
1997 war bei Karstadt eine Marienhof-Schmuckkollektion mit Halskette, Lederband, Armreif, Armband, Ringen und Ohrringen erhältlich.

## Besetzung

### Hauptdarsteller
Sortiert nach der Reihenfolge des Einstiegs.
| Schauspieler                  | Rolle                                                             | Folgen                                                                                   | Jahre                                          |
| ----------------------------- | ----------------------------------------------------------------- | ---------------------------------------------------------------------------------------- | ---------------------------------------------- |
| Stefan Maaß                   | Marco Busch #1                                                    | 1–173                                                                                    | 1992–1995                                      |
| Joachim Rebscher              | Rainer Effenberg                                                  | 1–52                                                                                     | 1992–1993                                      |
| Anke Sevenich                 | Gerti Effenberg geb. von Tronsberg                                | 1–50                                                                                     | 1992–1993                                      |
| Viktoria Brams                | Inge Busch geb. Kranz                                             | 1–4053                                                                                   | 1992–2011                                      |
| Wilm Roil                     | Manfred Busch                                                     | 1–107                                                                                    | 1992–1994                                      |
| Mona Seefried                 | Ortrud Winkelmann #1                                              | 1–178                                                                                    | 1992–1995                                      |
| Marc & Marian Jung            | Thomas „Tom“ Winkelmann #1                                        | 1–185                                                                                    | 1992–1995                                      |
| Marianne Lindner              | Rosa Sievenich                                                    | 1–110                                                                                    | 1992–1994                                      |
| Alexandra Henkel              | Lisa Busch #1                                                     | 1–160                                                                                    | 1992–1994                                      |
| Eckhard Preuß                 | Uwe Baumann                                                       | 1–181                                                                                    | 1992–1995                                      |
| Ulrike Mai                    | Hilde Möhlmann-Poppel geb. Möhlmann #1                            | 1–173                                                                                    | 1992–1995                                      |
| Claus-Dieter Reents           | Heinz Poppel † (698)                                              | 1–599                                                                                    | 1992–1996                                      |
| Rolf Illig                    | Karl Sievenich                                                    | 1–394                                                                                    | 1992–1995                                      |
| Peter E. Funck                | Hendrik Woldemar „H.W.“ Jensen †                                  | 1–131                                                                                    | 1992–1994                                      |
| Günter Spörrle                | Willi H.M.E. („Hol mal eben“)                                     | 1–52                                                                                     | 1992–1993                                      |
| Gisela Rening                 | Hermine Pritzwalk                                                 | 1–49                                                                                     | 1992–1993                                      |
| Friedrich Theuring            | Willem Kranz                                                      | 2–363                                                                                    | 1992–1995                                      |
| Wolfram Mucha                 | Kurt Schneider                                                    | 2–52                                                                                     | 1992–1993                                      |
| Wolfgang Wolter               | Wolfgang Wagner                                                   | 2–490                                                                                    | 1992–1996                                      |
| Sabine Bohlmann               | Jennifer „Jenny“ Deile gesch. Menger, gesch. Busch, geb. Wagner   | 2–690 1543–2415                                                                          | 1992–1997 2000–2004                            |
| Günter Naumann                | Ludwig „Louis“ Gessner                                            | 3–2xx                                                                                    | 1992–1995                                      |
| Alexander Wachholz            | Enno Pritzwalk                                                    | 4–51                                                                                     | 1992–1993                                      |
| Ulrike Luderer                | Dr. Karin Wagner geb. Heinemann                                   | 5–351                                                                                    | 1992–1995                                      |
| Ygal Gleim                    | Ronald „Ronny“ Berger                                             | 8–170                                                                                    | 1992–1995                                      |
| Evelyn Palek                  | Elfriede Voss gesch. Berger                                       | 8–87                                                                                     | 1992–1994                                      |
| Joachim Jung                  | Karlheinz „Charly“ Tigges                                         | 9–316                                                                                    | 1992–1995                                      |
| Victoria Fast                 | Stefanie Berger                                                   | 10–87                                                                                    | 1992–1994                                      |
| Sabine Nötzel                 | Johanna Schwerdtfeger                                             | 11–107                                                                                   | 1992–1994                                      |
| Volkmar Witt                  | Hannes Voss                                                       | 20–87                                                                                    | 1992–1994                                      |
| Gert Burkard                  | Friedrich Dettmer #1                                              | 29–1xx                                                                                   | 1993–1994                                      |
| Alexander & Sebastian Gloning | Thomas „Tom“ Winkelmann #2                                        | 39–1xx                                                                                   | 1993–1994                                      |
| Patrick Pinheiro              | Branko Semenic                                                    | 46–101 237–243                                                                           | 1993–1994 1995                                 |
| Regina Lemnitz                | Fanny Ginster                                                     | 53–212                                                                                   | 1993–1995                                      |
| Bernhard Letizky              | Franz Ginster                                                     | 53–16x                                                                                   | 1993–1994                                      |
| Kerstin Wittemeyer            | Franziska „Fränzi“ Ginster #1                                     | 53–178                                                                                   | 1993–1995                                      |
| Clarissa & Veronika Handel    | Christina Robinson #1                                             | 59–1xx                                                                                   | 1993–1994                                      |
| Claus Ringer                  | Peter Sommer                                                      | 61–287                                                                                   | 1993–1995                                      |
| Juana von Jascheroff          | Cassy Robinson geb. Sievenich #2 †                                | 61–390                                                                                   | 1993–1995                                      |
| Kathrin Ackermann             | Charlotte Meißner                                                 | 83–186                                                                                   | 1994–1995                                      |
| Stephanie Kellner             | Nadine Voss                                                       | 85–913                                                                                   | 1994–1998                                      |
| Berrit Arnold                 | Annalena Bergmann                                                 | 157–1051 1659–2358 2645–2646 2731–2743 3083–3103 3871–3901 3987–3988                     | 1994–1998 2001–2004 2005 2007 2010 2011        |
| Giovanni Arvaneh              | Sülo Özgentürk † (3952)                                           | 161–758 970–993 2087–3953                                                                | 1994–1997 1998 2003–2010                       |
| Iris Junik                    | Lisa Busch #2                                                     | 161–247 657–672                                                                          | 1994–1995 1997                                 |
| Malte Friedrich               | Heiner Schmitz                                                    | 169–173 250–448                                                                          | 1994–1995 1995–1996                            |
| Peter Priegann                | Sascha Arenth                                                     | 169–173 260–599                                                                          | 1994–1995 1995–1996                            |
| Caroline Grothgar             | Svenja Gerster                                                    | 169–177 228–713 969–993                                                                  | 1994–1995 1995–1997 1998                       |
| Ingo Wirth                    | Simon Wegener                                                     | 169–620                                                                                  | 1994–1996                                      |
| Johanna Klante                | Christina Robinson #2                                             | 176–409                                                                                  | 1995–1996                                      |
| Olivia Augustinski            | Ortrud Winkelmann #2                                              | 179–933 2364–2366                                                                        | 1995–1998 2004                                 |
| Florian Karlheim              | Oliver „Olli“ Ebert                                               | 179–1449                                                                                 | 1995–2000                                      |
| Michael Jäger                 | Matthias Kruse #2                                                 | 179–2570 2780–2784 3104–3164                                                             | 1995–2005 2005–2006 2007                       |
| Lutz Winde                    | Marco Busch #2 †                                                  | 180–667                                                                                  | 1995–1997                                      |
| Margit Geissler               | Hilde Möhlmann-Poppel geb. Möhlmann #2 † (698)                    | 181–657                                                                                  | 1995–1997                                      |
| Natalie de la Piedra          | Teresa Lobefaro †                                                 | 182–1110                                                                                 | 1995–1998                                      |
| Jan Mrachacz                  | Felix Hertel                                                      | 187–669                                                                                  | 1995–1997                                      |
| Nicole Belstler-Boettcher     | Sandra Behrens geb. Lindner                                       | 194–783 1167–3548 3795–3796 3850–3916                                                    | 1995–1997 1999–2009 2010                       |
| Gerd Udo Feller               | Friedrich Dettmer #2                                              | 195–3157                                                                                 | 1995–2007                                      |
| Julia Biedermann              | Franziska „Fränzi“ Ginster #3                                     | 197–313                                                                                  | 1995                                           |
| Jan Robert Müller             | Thomas „Tom“ Winkelmann #3                                        | 200–605 855–1063 1290–1291                                                               | 1995–1996 1997–1998 1999                       |
| Diana Greifenstein            | Anna Förtig                                                       | 201–1950                                                                                 | 1995–2002                                      |
| Crisaide Mendes               | Paula Poppel, adopt., geb. Oliveira                               | 223–1193 1414–1444 1731–1735 2864–2958                                                   | 1995–1999 2000 2001 2006                       |
| Cyrus David                   | Dr. Robert Eschenbach † (933)                                     | 236–934                                                                                  | 1995–1998                                      |
| Wolfgang Seidenberg           | Frank Töppers                                                     | 291–4053                                                                                 | 1995–2011                                      |
| Sybille Heyen                 | Babette von Dornhausen                                            | 312–568                                                                                  | 1995–1996                                      |
| John Jürgens                  | Konstantin Deile                                                  | 331–639 1936–1937                                                                        | 1995–1997 2002                                 |
| Andreas Bieber                | Philipp Wolfengruber                                              | 391–623                                                                                  | 1995–1996                                      |
| Leonore Capell                | Andrea Süsskind, adopt., geb. Lindenfelser                        | 393–2648                                                                                 | 1995–2005                                      |
| Mia Martin                    | Bettina Lindner                                                   | 422–938                                                                                  | 1996–1998                                      |
| Miriam Smolka                 | Mascha Gellert                                                    | 453–1246 1285–1288 1398–1408 3871–3874                                                   | 1996–1999 1999 2000 2010                       |
| Christof Arnold               | Bastian Spranger                                                  | 464–1442                                                                                 | 1996–2000                                      |
| Matthias Freihof              | Boris Magnus                                                      | 524–683                                                                                  | 1996–1997                                      |
| Sebastian Fischer             | Emanuel Zirkowski                                                 | 524–1906 3153–3164                                                                       | 1996–2002 2007                                 |
| Susanne Steidle               | Regina Zirkowski geb. Riemer †                                    | 535–3160                                                                                 | 1996–2007                                      |
| Sven Thiemann                 | Karlheinz „Charly“ Kolbe                                          | 547–579 684–4053                                                                         | 1996 1997–2011                                 |
| Susanna Wellenbrink           | Elena Zirkowski #1                                                | 564–912                                                                                  | 1996–1998                                      |
| Katja Keller                  | Sybille „Billi“ Vogt                                              | 699–1051 1329–1868                                                                       | 1997–1998 1999–2002                            |
| Klaus Nierhoff                | Hannes Port                                                       | 709–933 2364–2366                                                                        | 1997–1998 2004                                 |
| Katrin Filzen                 | Meike Port                                                        | 709–1562 2364–2366                                                                       | 1997–2000 2004                                 |
| Marcus Kaloff                 | Karl-Heinz „Kalle“ Kuczinski † (1003)                             | 738–1004                                                                                 | 1997–1998                                      |
| Judith Hildebrandt            | Christina „Tinka“ Kuczinski                                       | 738–1369 1611–1658                                                                       | 1997–2000 2001                                 |
| Sascha Heymans                | Tobias „Tobi“ Kuczinski                                           | 738–1633 4040–4049                                                                       | 1997–2001 2011                                 |
| Heike Thiem-Schneider         | Corinna Kuczinski geb. Taubenrauch                                | 739–1706                                                                                 | 1997–2001                                      |
| Annika Murjahn                | Zoé Voss                                                          | 760–1323 1757–1768                                                                       | 1997–1999 2001                                 |
| Frank Ruttloff                | Dr. Sven Port                                                     | 814–2738 3263–3309                                                                       | 1997–2005 2008                                 |
| Melanie Marx                  | Dorothea „Doro“ Stockner † (1678)                                 | 870–1679                                                                                 | 1997–2001                                      |
| Michael Stölzl                | Luke-Robin „Robby“ Stockner #1                                    | 890–892, 939–941 1052–1058, 1153–1161 1203–1242 1445–1718 1796–1798, 1972–1983 2081–2087 | 1998 1998, 1999 1999 2000–2001 2001, 2002 2003 |
| Nikolaus Gröbe                | Björn Hempken                                                     | 896–1130 1476–1482                                                                       | 1998–1999 2000                                 |
| Christopher Krieg             | Andreas „Andy“ Hackhofer                                          | 962–1170                                                                                 | 1998–1999                                      |
| Laura Schneider               | Lee Neuhaus                                                       | 994–1593 4040–4053                                                                       | 1998–2000 2011                                 |
| Christian Buse                | Thorsten Fechner                                                  | 1009–4053                                                                                | 1998–2011                                      |
| François Smesny               | Dr. Roman Westermeier                                             | 1012–1700                                                                                | 1998–2001                                      |
| Beatrice Masala               | Yvette Westermeier, adopt., geb. Mlope                            | 1060–1088 1249–1263 1367–1428                                                            | 1998 1999 2000                                 |
| Birte Berg                    | Ulla Neuhaus                                                      | 1061–1593                                                                                | 1998–2000                                      |
| Erwin Aljukic                 | Frederik Neuhaus                                                  | 1097–4053                                                                                | 1998–2011                                      |
| Andreas Kaufmann              | Jürgen Jungmann                                                   | 1148–1395                                                                                | 1999–2000                                      |
| Celia Kim                     | Eun-Hi „Kim“ Töppers geb. Kim                                     | 1210–2431                                                                                | 1999–2004                                      |
| Sebastian Deyle               | Niklas „Nik“ Schubert                                             | 1238–1907                                                                                | 1999–2002                                      |
| Melanie Rohde                 | Hannah van der Looh                                               | 1301–1852                                                                                | 1999–2002                                      |
| Sebastian Winkler             | Lennard Fechner                                                   | 1311–1542                                                                                | 1999–2000                                      |
| Imke Müller                   | Natalie Hagen †                                                   | 1354–1493                                                                                | 1999–2000                                      |
| Donia Ben-Jemia               | Lucretia „Lucy“ Vogt                                              | 1480–1907                                                                                | 2000–2002                                      |
| Frederik Babucke              | Dominik Kessler                                                   | 1481–1852                                                                                | 2000–2002                                      |
| Alfonso Losa                  | Carlos Garcia                                                     | 1481–4053                                                                                | 2000–2011                                      |
| Henriette Richter-Röhl        | Elena Zirkowski #2                                                | 1516–2166 3159–3164                                                                      | 2000–2003 2007                                 |
| Nina Louise                   | Antonia „Toni“ Port geb. Maldini #1                               | 1519–2840                                                                                | 2000–2006                                      |
| Gabriel Andrade               | Dino Maldini #1                                                   | 1520–2366                                                                                | 2000–2004                                      |
| Simon-Paul Wagner             | Marlon Berger                                                     | 1521–4053                                                                                | 2000–2011                                      |
| Antonio Putignano             | Stefano Maldini                                                   | 1544–4053                                                                                | 2000–2011                                      |
| Heike Ulrich                  | Tanja Maldini geb. Krüger                                         | 1544–4053                                                                                | 2000–2011                                      |
| Shirli Volk                   | Annika Kruse                                                      | 1669–2483 3882–3888 3954–3958                                                            | 2001–2004 2010 2010–2011                       |
| Walter Unterweger             | Michael „Michi“ Derflinger                                        | 1694–2067                                                                                | 2001–2003                                      |
| Shary Reeves                  | Josephine „Jo“ Achebe                                             | 1704–2132                                                                                | 2001–2003                                      |
| Andreas Jung                  | Dr. Jochen Berger                                                 | 1709–2415 3537–3539, 3678                                                                | 2001–2004 2009                                 |
| Sandra Keller                 | Valerie Kniebe                                                    | 1728–1753 1883–2084                                                                      | 2001 2002–2003                                 |
| Carolin Gralla                | Beatrix „Trixi“ van der Looh                                      | 1729–2818                                                                                | 2001–2006                                      |
| Johannes Raspe                | Justus Hofmann                                                    | 1926–2173                                                                                | 2002–2003                                      |
| Tanja Mairhofer               | Sophie Hofmann †                                                  | 1929–2169                                                                                | 2002–2003                                      |
| Felix zu Knyphausen           | Nils Hofer                                                        | 1954–2043                                                                                | 2002                                           |
| Mirco Wallraf                 | Raul Garcia                                                       | 2044–4053                                                                                | 2002–2011                                      |
| Isis Schabana                 | Felicitas „Feli“ Hagedorn † (2510)                                | 2058–2511                                                                                | 2002–2004                                      |
| Mary Muhsal                   | Lilith „Lilli“ Karuba geb. Weidemann                              | 2230–3056                                                                                | 2003–2007                                      |
| Rebecca Goldblat              | Katharina „Kati“ Fuchs                                            | 2304–2581                                                                                | 2004–2005                                      |
| Jana Voosen                   | Luna-Marie Seelig                                                 | 2362–2673                                                                                | 2004–2005                                      |
| Jonathan Sonnenschein         | Dino Maldini #2                                                   | 2372–2401                                                                                | 2004                                           |
| Nermina Kukic                 | Susanne „Susi“ Schäfer                                            | 2380–3903                                                                                | 2004–2010                                      |
| Michael Meziani               | Kai Süsskind                                                      | 2409–3363                                                                                | 2004–2008                                      |
| Isabella Hübner               | Lisa Busch #3                                                     | 2426–4053                                                                                | 2004–2011                                      |
| Fabian Baier                  | Steve Busch                                                       | 2426–3632, 3718                                                                          | 2004–2009                                      |
| Clara-Maria Graf              | Pia Busch                                                         | 2426–3463                                                                                | 2004–2008                                      |
| Janne Drücker                 | Anne Maldini, adopt., geb. Bach                                   | 2506–3178 3289–3298 3422–3423                                                            | 2004–2007 2008                                 |
| Roland Pfaus                  | Dr. Jakob Weidemann                                               | 2626–2648 2819–3548 3851–3853 3910–3914                                                  | 2005 2006–2009 2010                            |
| Katrin Ritt                   | Yasemin Garcia geb. Özgentürk                                     | 2672–3260 3403–3606 3904–4053                                                            | 2005–2008 2008–2009 2010–2011                  |
| Julia Dahmen                  | Constanze Riemer                                                  | 2711–3482 3670–4053                                                                      | 2005–2009 2009–2011                            |
| Bernd Bozian                  | Luke-Robin „Robby“ Stockner #2                                    | 2732–3298 3422–3423                                                                      | 2005–2008 2008                                 |
| Vaile Fuchs                   | Jessica „Jessy“ Wieland † (3226)                                  | 2796–3228                                                                                | 2006–2007                                      |
| Sandra Koltai                 | Antonia „Toni“ Stein gesch. Verhaag, gesch. Port, geb. Maldini #2 | 2912–4053                                                                                | 2006–2011                                      |
| Julika Wagner                 | Amelie Berger geb. Verhaag † (3717/18)                            | 3114–3697 3716–3717 3754–3755 3797–3798                                                  | 2007–2009 2009 2010                            |
| Christian Volkmann            | David Verhaag                                                     | 3137–3866                                                                                | 2007–2010                                      |
| Maike Billitis                | Kerstin Töppers geb. Adler                                        | 3195–3827, 3829                                                                          | 2007–2010                                      |
| Katharina Woschek             | Marie Töppers, anerk., geb. Adler                                 | 3195–3632 3824–3826                                                                      | 2007–2009 2010                                 |
| Sebastian Reusse              | Harald „Harry“ Töppers                                            | 3202–3478 3711–3713                                                                      | 2007–2008 2009                                 |
| Ivonne Polizzano              | Agnetha „Netty“ Töppers                                           | 3216–4053                                                                                | 2007–2011                                      |
| Jan Stapelfeldt               | Valentin Ernst                                                    | 3305–3792 3796–3798                                                                      | 2008–2010 2010                                 |
| Verena Mörtel                 | Heidi Torg                                                        | 3574–3598 3665–4053                                                                      | 2009 2009–2011                                 |
| Hendrik Borgmann              | Dr. Nicolas „Nic“ Stein                                           | 3617–4053                                                                                | 2009–2011                                      |
| Simone Gorholt                | Ruth Horvath                                                      | 3641–4027                                                                                | 2009–2011                                      |
| Maria Hönig                   | Lea Horvath                                                       | 3641–3792 4009–4014                                                                      | 2009–2010 2011                                 |
| Tuna Ünal                     | Tarek Berisi                                                      | 3723–4053                                                                                | 2009–2011                                      |
| Marc Philipp                  | Dino Maldini #3                                                   | 3881–4053                                                                                | 2010–2011                                      |

### Nebendarsteller
Sortiert nach der Reihenfolge des Einstiegs.
| Schauspieler           | Rolle                                            | Folgen                                            | Jahre                     |
| ---------------------- | ------------------------------------------------ | ------------------------------------------------- | ------------------------- |
| Natalia Lapina         | Natalie Jensen                                   | 1, 27–32                                          | 1992, 1993                |
| Didi Schaak            | Joe Markert                                      | 1–48 1xx–1xx                                      | 1992–1993 1994            |
| Gundis Zámbó           | Corinna Marx                                     | 4–49                                              | 1992–1993                 |
| Matthias Klie          | Klaus Bock                                       | 5–48                                              | 1992–1993                 |
| Sabi Dorr              | Dr. Mahmoud Etcherelli                           | 13–22                                             | 1992                      |
| Daniele Legler         | Dr. Reza Shirazi                                 | 25–52                                             | 1992–1993                 |
| Mario Liberatore       | Ulrich Dettmer †                                 | 26–36                                             | 1992–1993                 |
| Gundula Liebisch       | Roswitha Müller                                  | 27–39 8x–xx                                       | 1993 1994                 |
| Gerd Silberbauer       | Herbert Groth †                                  | 33–42                                             | 1993                      |
| Renate Muhri           | Jutta Kelm geb. Winkelmann                       | 39–44                                             | 1993                      |
| Janna Marangosoff      | Carina Müller                                    | 1xx–1xx 2xx–287                                   | 1994 1995                 |
| Michael Vogtmann       | Jürgen Danner                                    | 1xx–170                                           | 1994–1995                 |
|                        | Eric Stevens, adopt., geb. Erich Sievenich       | 185–188                                           | 1995                      |
| Lola Mendes            | Mariella Lobefaro † (216)                        | 201–217                                           | 1995                      |
| René Schoenenberger    | Otto Gobrecht                                    | 218–247                                           | 1995                      |
| Michaela Geuer         | Martina Irrgang                                  | 218–3311                                          | 1995–2008                 |
| Ole Pfennig            | Andreas Perthold                                 | 236–250                                           | 1995                      |
| Carlo Goeschel         | Stefan Hausner                                   | 250–2xx 3xx–3xx                                   | 1995                      |
| Matthias Rimpler       | Gerhard Behrens #2                               | 269–319                                           | 1995                      |
| Silke Klug-Bader       | Schwester Beate                                  | 287–2470                                          | 1995–2004                 |
| Verena Rendtorff       | Ria Galani †                                     | 3xx–3xx                                           | 1995                      |
| Hans Kraus             | Alexander Stollberg                              | 387–451                                           | 1995–1996                 |
| Theo Maalek            | Bernd Süsskind †                                 | 4xx–49x                                           | 1996                      |
| Gerd Rigauer           | Günter Mertens                                   | 420–458 625–639                                   | 1996 1996–1997            |
| Ricardo Eche           | Pedro Oliveira                                   | 4xx–47x                                           | 1996                      |
| Yves-Yuri Garate       | Miguel Diaz de Solis                             | 569–615                                           | 1996                      |
| Lisa Potthoff          | Uschi Kleber †                                   | 579–804                                           | 1996–1997                 |
| Justina del Corte      | Emilia Aicher geb. Oliveira                      | 596–600                                           | 1996                      |
| Matthias Schlüter      | Gabriel Aicher                                   | 619–656                                           | 1996–1997                 |
| Britta Gartner         | Dr. Carolin Berger                               | 619–698                                           | 1996–1997                 |
| Ivan Robert Sertic     | Dr. Bernd Kippert                                | 643–698                                           | 1997                      |
| Manuela Riva           | Mathilde „Tilli“ Troll † (1912)                  | 645–653 746–752 840–841 1286–1288                 | 1997 1997 1999            |
| Claus Peter Seifert    | David Langenbroich                               | 654–684 921–922                                   | 1997 1998                 |
| Klaus Zmorek           | Jacques Deville                                  | 693–713 974–983                                   | 1997 1998                 |
| Yvonne de Bark         | Aishe Memis                                      | 746–758 985–993                                   | 1997 1998                 |
| Nicholas Loibl         | Tim „Timmi“ Töppers #1                           | 751–2423 2645–2646 2724–2743 3100–3103            | 1997–2004 2005 2007       |
| Daniela Arden          | Livia Gellert                                    | 954–1034                                          | 1998                      |
| Lomeo Camarda          | Ritchie Engel                                    | 994–1107                                          | 1998                      |
| Dieter Bach            | Kai Aigner                                       | 1204–1232                                         | 1999                      |
| Katja Marie Glienke    | Gabi Trilling geb. Stockner †                    | 1210–1242 1445–1475                               | 1999 2000                 |
| Michael Häfner         | Heinz Trilling                                   | 1211–1226 1469–1474                               | 1999 2000                 |
| Sebastian Gerold       | Anton Klayber †                                  | 1324–1518                                         | 1999–2000                 |
| Adelheid Thiel         | Marlies Frohberg                                 | 1371–1428                                         | 2000                      |
| Oliver Sauer           | Thomas Wendel †                                  | 1384–1404 1465–1478                               | 2000                      |
| Luise Bähr             | Sarah Koch                                       | 1405–1435 1655–1668                               | 2000 2001                 |
| Sven Kramer            | Hendrik Heltau                                   | 1406–1428                                         | 2000                      |
| Hans Sigl              | Cjelko Nemec alias Bogdan Vogt †                 | 1429–1548 1828–1838                               | 2000 2001–2002            |
| Rade Radovic           | Dario Dincic †                                   | 1530–1544 1837–1838                               | 2000 2002                 |
| Jürg D. Rieder         | Christoph Menger                                 | 1542–1609                                         | 2000–2001                 |
| Errol Harewood         | K.C. Taylor                                      | 1561–1593                                         | 2000                      |
| Gitte Rugaard          | Maria Sieber                                     | 1584–1610                                         | 2000–2001                 |
| Jonathan Sonnenschein  | Dennis Sattler † (1645)                          | 1603–1648                                         | 2001                      |
| Hanna Köhler           | Francesca „Nonna“ Maldini                        | 1724–3267                                         | 2001–2008                 |
| Severin Tyroller       | Maximilian „Maxi“ Busch #3                       | 1743–2415                                         | 2001–2004                 |
| Jonathan Sonnenschein  | Kevin Sattler                                    | 1768–1779                                         | 2001                      |
| Anette Daugardt        | Marina Kruse                                     | 1780–1800                                         | 2001                      |
| Claudio Maniscalco     | Leonardo Maldini                                 | 1800–1815                                         | 2001                      |
| Inka Calvi             | Laura Berger                                     | 1854–1868                                         | 2002                      |
| Freya Trampert         | Gina Goldberg                                    | 1916–1982                                         | 2002                      |
| Andreas Seyferth       | Valentin Hofmann                                 | 1929–2173                                         | 2002–2003                 |
| Vanessa Loibl          | Nicole Deile                                     | 1936–2415                                         | 2002–2004                 |
| Brigitte Antonius      | Renate Fechner † (2643)                          | 1999–2009 2603–2644                               | 2002 2005                 |
| Christian Petru        | Luca Maldini                                     | 2021–2035 2090–2091 2157–2168 2289–2295 2321–2323 | 2002 2003 2004            |
| Jessica Boehrs         | Melanie Neuhaus alias Caris Newton               | 2023–2033                                         | 2002                      |
| Andreas Zimmermann     | Florian Lichtenfels †                            | 2123–2141 2259–2268                               | 2003                      |
| Isabella Jantz         | Dunja Sieben                                     | 2124–2141                                         | 2003                      |
| Nadja Lenszen          | Justine Harris                                   | 2156–2167                                         | 2003                      |
| Gaspar Cano            | Gaspar Garcia #1                                 | 2167–2179                                         | 2003                      |
| Wookie Mayer           | Carola Berger                                    | 2194–2216                                         | 2003                      |
| Marque Nigsch          | Tom Hirsch                                       | 2234–2250                                         | 2003                      |
| Miriam Lahnstein       | Sabine Huber                                     | 2328–2349                                         | 2004                      |
| Jens Koennecke         | Maurice Brunot                                   | 2328–2358                                         | 2004                      |
| Joey Fechner           | Dr. Jakob Weidemann                              | 2344–2357                                         | 2004                      |
| Souzan Alavi           | Sina Achterberg                                  | 2437–2533                                         | 2004                      |
| Julia Palmer-Stoll     | Simone Wolf                                      | 2557–2638                                         | 2005                      |
| Thorsten Nindel        | Dr. Robert Schulte-Busch geb. Schulte            | 2593–2698 3031–3034 3069–3103 3456–3463 3876–3879 | 2005 2007 2008 2010       |
| Yavuz Asanatucu        | Yilmaz Özgentürk † (3601)                        | 2672–3548                                         | 2005–2009                 |
| Özgür Özata            | Fari Erdokan                                     | 2729–2734 3531–3548                               | 2005 2009                 |
| Christian Polito       | Leonard „Leo“ Fischer                            | 2737–4031                                         | 2005–2011                 |
| Hakan Can              | Cem Özgentürk                                    | 2758–2770 3043–3067                               | 2005 2007                 |
| Antonio di Mauro       | Luigi Maldini                                    | 2794–2868 2970–2972                               | 2006                      |
| Claudius Zimmermann    | Gaspar Garcia #2                                 | 2822–2836 2884–2886, 3105 3468–3508               | 2006 2006, 2007 2008–2009 |
| Ursula Michelis        | Carla „Carlita“ Garcia                           | 2884–2886 3499–3508 3552–3573                     | 2006 2009                 |
| Lucia Thomas           | Carolina „Caro“ Behrens #2                       | 2885–3548 3679–3681                               | 2006–2009 2009            |
| Mirja Mahir            | Katja Lang                                       | 2892–2948 2973–3045                               | 2006 2006–2007            |
| Baffour Nkrumah        | Baschirou Karuba                                 | 2918–3056                                         | 2006–2007                 |
| Jana Hora              | Vivian Dünnwald                                  | 3007–3033                                         | 2006–2007                 |
| Alexander Pelz         | Axel Tewes                                       | 3038–3113                                         | 2007                      |
| Matthias Beier         | Mischa Hofmeister                                | 3141–3247                                         | 2007                      |
| Andreas Kaufmann       | Bernhard „Benno“ Richter                         | 3144–3176                                         | 2007                      |
| Rosetta Pedone         | Laura Conti                                      | 3300–3446 3529–3627                               | 2008 2009                 |
| Daphne Wagner          | Annette Sandmann alias Gabriele Verhaag † (3377) | 3331–3378                                         | 2008                      |
| Martina Maurer         | Camilla Töppers                                  | 3341–3368 3386–3388 3458–3459                     | 2008                      |
| Maria Mittler          | Aurelia Maldini                                  | 3381–3478 3811–3813                               | 2008 2010                 |
| Petra Gumpold          | Stefanie Hüsgen                                  | 3465–3518 3583–3604                               | 2008–2009 2009            |
| Tom Viehöfer           | Roman Sander                                     | 3554–3638                                         | 2009                      |
| Gloria Nefzger         | Jule Busch                                       | 3592–3609                                         | 2009                      |
| Tibor Taylor           | Walter Tennenberg                                | 3634–3668                                         | 2009                      |
| Daryl Jackson          | Brian Archer                                     | 3679–3699                                         | 2009                      |
| Holger C. Gotha        | Peter Siegel                                     | 3687–3701 3747–3753                               | 2009 2010                 |
| Chi Le                 | Yuna Kapur                                       | 3689–3779                                         | 2009–2010                 |
| Shayan Hartmann        | Bruno Zirkowski #2                               | 3729–4053                                         | 2009–2011                 |
| Maike von Bremen       | Juliette Gagnon                                  | 3734–3827, 3829                                   | 2009–2010                 |
| Yvonne Burbach         | Frida Reichert                                   | 3766–3799 3827–3917                               | 2010                      |
| Valentina Pahde        | Carolina „Caro“ Behrens #3                       | 3784–4053                                         | 2010–2011                 |
| Leonie Kienzle         | Vanessa Krüger                                   | 3794, 3831–3833 3971–4037                         | 2010 2011                 |
| Karyn von Ostholt      | Elisabeth von Seggern                            | 3835–3858                                         | 2010                      |
| Annika Preil           | Maximiliane „Maxi“ Engelein                      | 3859–3992                                         | 2010–2011                 |
| Timothy Raschdorf      | Tim „Timmi“ Töppers #2                           | 3871–4053                                         | 2010–2011                 |
| Cosima-Lucia Muck      | Leila Garcia                                     | 3907–4053                                         | 2010–2011                 |
| Anna Lena Class        | Jutta Denka                                      | 3953–3967                                         | 2010–2011                 |
| Lara-Isabelle Rentinck | Sabina Breuer                                    | 3965–3986                                         | 2011                      |
| Ramona Lutz            | Fariba Berisi                                    | 3983–3990                                         | 2011                      |
| Jana Lissovskaia       | Olga Weberskaja                                  | 3994–4053                                         | 2011                      |

### Zeitleiste der Charaktere
| 1990er                | 1990er             | 1990er            | 1990er                 | 1990er            | 1990er            | 1990er                | 1990er             | 2000er          | 2000er             | 2000er            | 2000er            | 2000er              | 2000er           | 2000er         | 2000er          | 2000er         | 2000er         | 2010er         | 2010er         |
| 2                     | 3                  | 4                 | 5                      | 6                 | 7                 | 8                     | 9                  | 0               | 1                  | 2                 | 3                 | 4                   | 5                | 6              | 7               | 8              | 9              | 0              | 1              |
| Hermine Pritzwalk     |                    |                   |                        |                   |                   |                       |                    |                 |                    |                   |                   |                     |                  |                |                 |                |                |                |                |
| Gerti Effenberg       |                    |                   |                        |                   |                   |                       |                    |                 |                    |                   |                   |                     |                  |                |                 |                |                |                |                |
| Enno Pritzwalk        |                    |                   |                        |                   |                   |                       |                    |                 |                    |                   |                   |                     |                  |                |                 |                |                |                |                |
| Rainer Effenberg      |                    |                   |                        |                   |                   |                       |                    |                 |                    |                   |                   |                     |                  |                |                 |                |                |                |                |
| Willi H.M.E.          |                    |                   |                        |                   |                   |                       |                    |                 |                    |                   |                   |                     |                  |                |                 |                |                |                |                |
| Kurt Schneider        |                    |                   |                        |                   |                   |                       |                    |                 |                    |                   |                   |                     |                  |                |                 |                |                |                |                |
| Elfriede Voss         |                    |                   |                        |                   |                   |                       |                    |                 |                    |                   |                   |                     |                  |                |                 |                |                |                |                |
| Stefanie Berger       |                    |                   |                        |                   |                   |                       |                    |                 |                    |                   |                   |                     |                  |                |                 |                |                |                |                |
| Hannes Voss           |                    |                   |                        |                   |                   |                       |                    |                 |                    |                   |                   |                     |                  |                |                 |                |                |                |                |
| Manfred Busch         |                    |                   |                        |                   |                   |                       |                    |                 |                    |                   |                   |                     |                  |                |                 |                |                |                |                |
| Johanna Schwerdtfeger |                    |                   |                        |                   |                   |                       |                    |                 |                    |                   |                   |                     |                  |                |                 |                |                |                |                |
| Rosa Sievenich        |                    |                   |                        |                   |                   |                       |                    |                 |                    |                   |                   |                     |                  |                |                 |                |                |                |                |
| H.W. Jensen           |                    |                   |                        |                   |                   |                       |                    |                 |                    |                   |                   |                     |                  |                |                 |                |                |                |                |
| Ronny Berger          |                    |                   |                        |                   |                   |                       |                    |                 |                    |                   |                   |                     |                  |                |                 |                |                |                |                |
|                       | Branko Semenic     |                   |                        |                   |                   |                       |                    |                 |                    |                   |                   |                     |                  |                |                 |                |                |                |                |
|                       | Franz Ginster      |                   |                        |                   |                   |                       |                    |                 |                    |                   |                   |                     |                  |                |                 |                |                |                |                |
| Uwe Baumann           |                    |                   |                        |                   |                   |                       |                    |                 |                    |                   |                   |                     |                  |                |                 |                |                |                |                |
| Louis Gessner         |                    |                   |                        |                   |                   |                       |                    |                 |                    |                   |                   |                     |                  |                |                 |                |                |                |                |
| Charly Tigges         |                    |                   |                        |                   |                   |                       |                    |                 |                    |                   |                   |                     |                  |                |                 |                |                |                |                |
| Dr. Karin Wagner      |                    |                   |                        |                   |                   |                       |                    |                 |                    |                   |                   |                     |                  |                |                 |                |                |                |                |
| Willem Kranz          |                    |                   |                        |                   |                   |                       |                    |                 |                    |                   |                   |                     |                  |                |                 |                |                |                |                |
| Karl Sievenich        |                    |                   |                        |                   |                   |                       |                    |                 |                    |                   |                   |                     |                  |                |                 |                |                |                |                |
|                       | Fanny Ginster      |                   |                        |                   |                   |                       |                    |                 |                    |                   |                   |                     |                  |                |                 |                |                |                |                |
|                       | Peter Sommer       |                   |                        |                   |                   |                       |                    |                 |                    |                   |                   |                     |                  |                |                 |                |                |                |                |
|                       | Fränzi Ginster     |                   |                        |                   |                   |                       |                    |                 |                    |                   |                   |                     |                  |                |                 |                |                |                |                |
|                       | Cassy Robinson     |                   |                        |                   |                   |                       |                    |                 |                    |                   |                   |                     |                  |                |                 |                |                |                |                |
|                       |                    | Charlotte Meißner |                        |                   |                   |                       |                    |                 |                    |                   |                   |                     |                  |                |                 |                |                |                |                |
| Wolfgang Wagner       |                    |                   |                        |                   |                   |                       |                    |                 |                    |                   |                   |                     |                  |                |                 |                |                |                |                |
| Heinz Poppel          |                    |                   |                        |                   |                   |                       |                    |                 |                    |                   |                   |                     |                  |                |                 |                |                |                |                |
|                       | Christina Robinson |                   |                        |                   |                   |                       |                    |                 |                    |                   |                   |                     |                  |                |                 |                |                |                |                |
|                       |                    | Heiner Schmitz    |                        |                   |                   |                       |                    |                 |                    |                   |                   |                     |                  |                |                 |                |                |                |                |
|                       |                    | Sascha Arenth     |                        |                   |                   |                       |                    |                 |                    |                   |                   |                     |                  |                |                 |                |                |                |                |
|                       |                    | Simon Wegener     |                        |                   |                   |                       |                    |                 |                    |                   |                   |                     |                  |                |                 |                |                |                |                |
|                       |                    |                   | Babette von Dornhausen |                   |                   |                       |                    |                 |                    |                   |                   |                     |                  |                |                 |                |                |                |                |
|                       |                    |                   | Philipp Wolfengruber   |                   |                   |                       |                    |                 |                    |                   |                   |                     |                  |                |                 |                |                |                |                |
| Hilde Möhlmann-Poppel |                    |                   |                        |                   |                   |                       |                    |                 |                    |                   |                   |                     |                  |                |                 |                |                |                |                |
| Marco Busch           |                    |                   |                        |                   |                   |                       |                    |                 |                    |                   |                   |                     |                  |                |                 |                |                |                |                |
|                       |                    | Svenja Gerster    |                        |                   |                   |                       |                    |                 |                    |                   |                   |                     |                  |                |                 |                |                |                |                |
|                       |                    |                   | Konstantin Deile       |                   |                   |                       |                    |                 |                    |                   |                   |                     |                  |                |                 |                |                |                |                |
|                       |                    |                   | Felix Hertel           |                   |                   |                       |                    |                 |                    |                   |                   |                     |                  |                |                 |                |                |                |                |
|                       |                    |                   |                        | Boris Magnus      |                   |                       |                    |                 |                    |                   |                   |                     |                  |                |                 |                |                |                |                |
| Ortrud Winkelmann     |                    |                   |                        |                   |                   |                       |                    |                 |                    |                   |                   |                     |                  |                |                 |                |                |                |                |
| Tom Winkelmann        |                    |                   |                        |                   |                   |                       |                    |                 |                    |                   |                   |                     |                  |                |                 |                |                |                |                |
|                       |                    | Nadine Voss       |                        |                   |                   |                       |                    |                 |                    |                   |                   |                     |                  |                |                 |                |                |                |                |
|                       |                    |                   | Dr. Robert Eschenbach  |                   |                   |                       |                    |                 |                    |                   |                   |                     |                  |                |                 |                |                |                |                |
|                       |                    |                   | Teresa Lobefaro        |                   |                   |                       |                    |                 |                    |                   |                   |                     |                  |                |                 |                |                |                |                |
|                       |                    |                   |                        | Bettina Lindner   |                   |                       |                    |                 |                    |                   |                   |                     |                  |                |                 |                |                |                |                |
|                       |                    |                   |                        |                   | Hannes Port       |                       |                    |                 |                    |                   |                   |                     |                  |                |                 |                |                |                |                |
|                       |                    |                   |                        |                   | Kalle Kuczinski   |                       |                    |                 |                    |                   |                   |                     |                  |                |                 |                |                |                |                |
|                       |                    |                   | Paula Poppel           |                   |                   |                       |                    |                 |                    |                   |                   |                     |                  |                |                 |                |                |                |                |
|                       |                    |                   |                        | Mascha Gellert    |                   |                       |                    |                 |                    |                   |                   |                     |                  |                |                 |                |                |                |                |
|                       |                    |                   |                        |                   | Zoé Voss          |                       |                    |                 |                    |                   |                   |                     |                  |                |                 |                |                |                |                |
|                       |                    |                   |                        |                   |                   | Björn Hempken         |                    |                 |                    |                   |                   |                     |                  |                |                 |                |                |                |                |
|                       |                    |                   |                        |                   |                   | Andy Hackhofer        |                    |                 |                    |                   |                   |                     |                  |                |                 |                |                |                |                |
|                       |                    |                   | Olli Ebert             |                   |                   |                       |                    |                 |                    |                   |                   |                     |                  |                |                 |                |                |                |                |
|                       |                    |                   |                        | Bastian Spranger  |                   |                       |                    |                 |                    |                   |                   |                     |                  |                |                 |                |                |                |                |
|                       |                    |                   |                        |                   | Tinka Kuczinski   |                       |                    |                 |                    |                   |                   |                     |                  |                |                 |                |                |                |                |
|                       |                    |                   |                        |                   | Meike Port        |                       |                    |                 |                    |                   |                   |                     |                  |                |                 |                |                |                |                |
|                       |                    |                   |                        |                   |                   | Yvette Westermeier    |                    |                 |                    |                   |                   |                     |                  |                |                 |                |                |                |                |
|                       |                    |                   |                        |                   |                   | Lee Neuhaus           |                    |                 |                    |                   |                   |                     |                  |                |                 |                |                |                |                |
|                       |                    |                   |                        |                   |                   | Ulla Neuhaus          |                    |                 |                    |                   |                   |                     |                  |                |                 |                |                |                |                |
|                       |                    |                   |                        |                   |                   |                       | Jürgen Jungmann    |                 |                    |                   |                   |                     |                  |                |                 |                |                |                |                |
|                       |                    |                   |                        |                   |                   |                       | Natalie Hagen      |                 |                    |                   |                   |                     |                  |                |                 |                |                |                |                |
|                       |                    |                   |                        |                   |                   |                       | Lennard Fechner    |                 |                    |                   |                   |                     |                  |                |                 |                |                |                |                |
|                       |                    |                   |                        |                   | Tobi Kuczinski    |                       |                    |                 |                    |                   |                   |                     |                  |                |                 |                |                |                |                |
|                       |                    |                   |                        |                   | Doro Stockner     |                       |                    |                 |                    |                   |                   |                     |                  |                |                 |                |                |                |                |
|                       |                    |                   |                        |                   | Corinna Kuczinski |                       |                    |                 |                    |                   |                   |                     |                  |                |                 |                |                |                |                |
|                       |                    |                   |                        |                   |                   | Dr. Roman Westermeier |                    |                 |                    |                   |                   |                     |                  |                |                 |                |                |                |                |
|                       |                    |                   | Anna Förtig            |                   |                   |                       |                    |                 |                    |                   |                   |                     |                  |                |                 |                |                |                |                |
|                       |                    |                   |                        | Emanuel Zirkowski |                   |                       |                    |                 |                    |                   |                   |                     |                  |                |                 |                |                |                |                |
|                       |                    |                   |                        |                   | Billy Vogt        |                       |                    |                 |                    |                   |                   |                     |                  |                |                 |                |                |                |                |
|                       |                    |                   |                        |                   |                   |                       | Hanna van der Looh |                 |                    |                   |                   |                     |                  |                |                 |                |                |                |                |
|                       |                    |                   |                        |                   |                   |                       | Nik Schubert       |                 |                    |                   |                   |                     |                  |                |                 |                |                |                |                |
|                       |                    |                   |                        |                   |                   |                       |                    | Dominik Kessler |                    |                   |                   |                     |                  |                |                 |                |                |                |                |
|                       |                    |                   |                        |                   |                   |                       |                    | Lucy Vogt       |                    |                   |                   |                     |                  |                |                 |                |                |                |                |
|                       |                    |                   |                        |                   |                   |                       |                    |                 |                    | Nils Hofer        |                   |                     |                  |                |                 |                |                |                |                |
|                       |                    |                   |                        | Elena Zirkowski   | Elena Zirkowski   | Elena Zirkowski       |                    | Elena Zirkowski | Elena Zirkowski    | Elena Zirkowski   | Elena Zirkowski   |                     |                  |                |                 |                |                |                |                |
|                       |                    |                   |                        |                   |                   |                       |                    |                 | Michi Derflinger   |                   |                   |                     |                  |                |                 |                |                |                |                |
|                       |                    |                   |                        |                   |                   |                       |                    |                 | Valerie Kniebe     |                   |                   |                     |                  |                |                 |                |                |                |                |
|                       |                    |                   |                        |                   |                   |                       |                    |                 | Jo Achebe          |                   |                   |                     |                  |                |                 |                |                |                |                |
|                       |                    |                   |                        |                   |                   |                       |                    |                 |                    | Sophie Hofmann    |                   |                     |                  |                |                 |                |                |                |                |
|                       |                    |                   |                        |                   |                   |                       |                    |                 |                    | Justus Hofmann    |                   |                     |                  |                |                 |                |                |                |                |
| Jenny Deile           | Jenny Deile        | Jenny Deile       | Jenny Deile            | Jenny Deile       | Jenny Deile       |                       |                    | Jenny Deile     | Jenny Deile        | Jenny Deile       | Jenny Deile       | Jenny Deile         |                  |                |                 |                |                |                |                |
|                       |                    | Annalena Töppers  | Annalena Töppers       | Annalena Töppers  | Annalena Töppers  | Annalena Töppers      |                    |                 | Annalena Bergmann  | Annalena Bergmann | Annalena Bergmann | Annalena Bergmann   |                  |                |                 |                |                |                |                |
|                       |                    |                   |                        |                   |                   |                       | Kim Töppers        |                 |                    |                   |                   |                     |                  |                |                 |                |                |                |                |
|                       |                    |                   |                        |                   |                   |                       |                    |                 | Dr. Jochen Berger  |                   |                   |                     |                  |                |                 |                |                |                |                |
|                       |                    |                   |                        |                   |                   |                       |                    |                 | Annika Kruse       |                   |                   |                     |                  |                |                 |                |                |                |                |
|                       |                    |                   |                        |                   |                   |                       |                    |                 |                    | Feli Hagedorn     |                   |                     |                  |                |                 |                |                |                |                |
|                       |                    | Matthias Kruse    |                        |                   |                   |                       |                    |                 |                    |                   |                   |                     |                  |                |                 |                |                |                |                |
|                       |                    |                   | Andrea Süsskind        |                   |                   |                       |                    |                 |                    |                   |                   |                     |                  |                |                 |                |                |                |                |
|                       |                    |                   |                        |                   | Dr. Sven Port     |                       |                    |                 |                    |                   |                   |                     |                  |                |                 |                |                |                |                |
|                       |                    |                   |                        |                   |                   |                       |                    |                 |                    |                   |                   | Kati Fuchs          |                  |                |                 |                |                |                |                |
|                       |                    |                   |                        |                   |                   |                       |                    |                 |                    |                   |                   | Luna-Marie Seelig   |                  |                |                 |                |                |                |                |
|                       |                    |                   |                        |                   |                   |                       |                    |                 | Trixi van der Looh |                   |                   |                     |                  |                |                 |                |                |                |                |
|                       | Friedrich Dettmer  |                   |                        |                   |                   |                       |                    |                 |                    |                   |                   |                     |                  |                |                 |                |                |                |                |
|                       |                    |                   |                        | Regina Zirkowski  |                   |                       |                    |                 |                    |                   |                   |                     |                  |                |                 |                |                |                |                |
|                       |                    |                   |                        |                   |                   |                       |                    |                 |                    |                   | Lilli Karuba      |                     |                  |                |                 |                |                |                |                |
|                       |                    |                   |                        |                   |                   |                       |                    |                 |                    |                   |                   | Anne Maldini        |                  |                |                 |                |                |                |                |
|                       |                    |                   |                        |                   |                   |                       |                    |                 |                    |                   |                   |                     |                  | Jessy Wieland  |                 |                |                |                |                |
|                       |                    |                   |                        |                   |                   | Robby Stockner        | Robby Stockner     | Robby Stockner  | Robby Stockner     | Robby Stockner    | Robby Stockner    |                     | Robby Stockner   | Robby Stockner | Robby Stockner  | Robby Stockner |                |                |                |
|                       |                    |                   |                        |                   |                   |                       |                    |                 |                    |                   |                   | Kai Süsskind        |                  |                |                 |                |                |                |                |
|                       |                    |                   |                        |                   |                   |                       |                    |                 |                    |                   |                   | Pia Busch           |                  |                |                 |                |                |                |                |
|                       |                    |                   |                        |                   |                   |                       |                    |                 |                    |                   |                   |                     |                  |                | Harry Töppers   |                |                |                |                |
|                       |                    |                   | Sandra Behrens         | Sandra Behrens    | Sandra Behrens    |                       | Sandra Behrens     | Sandra Behrens  | Sandra Behrens     | Sandra Behrens    | Sandra Behrens    | Sandra Behrens      | Sandra Behrens   | Sandra Behrens | Sandra Behrens  | Sandra Behrens | Sandra Behrens |                |                |
|                       |                    |                   |                        |                   |                   |                       |                    |                 |                    |                   |                   | Dr. Jakob Weidemann |                  |                |                 |                |                |                |                |
|                       |                    |                   |                        |                   |                   |                       |                    |                 |                    |                   |                   | Steve Busch         |                  |                |                 |                |                |                |                |
|                       |                    |                   |                        |                   |                   |                       |                    |                 |                    |                   |                   |                     |                  |                | Marie Töppers   |                |                |                |                |
|                       |                    |                   |                        |                   |                   |                       |                    |                 |                    |                   |                   |                     |                  |                | Amelie Berger   |                |                |                |                |
|                       |                    | Sülo Özgentürk    | Sülo Özgentürk         | Sülo Özgentürk    | Sülo Özgentürk    |                       |                    |                 |                    |                   | Sülo Özgentürk    | Sülo Özgentürk      | Sülo Özgentürk   | Sülo Özgentürk | Sülo Özgentürk  | Sülo Özgentürk | Sülo Özgentürk | Sülo Özgentürk |                |
|                       |                    |                   |                        |                   |                   |                       |                    |                 |                    |                   |                   | Susi Schäfer        |                  |                |                 |                |                |                |                |
|                       |                    |                   |                        |                   |                   |                       |                    |                 |                    |                   |                   |                     |                  |                | Kerstin Töppers |                |                |                |                |
|                       |                    |                   |                        |                   |                   |                       |                    |                 |                    |                   |                   |                     |                  |                | David Verhaag   |                |                |                |                |
|                       |                    |                   |                        |                   |                   |                       |                    |                 |                    |                   |                   |                     |                  |                |                 | Valentin Ernst |                |                |                |
|                       |                    |                   |                        |                   |                   |                       |                    |                 |                    |                   |                   |                     |                  |                |                 |                | Lea Horvath    |                |                |
| Inge Busch            |                    |                   |                        |                   |                   |                       |                    |                 |                    |                   |                   |                     |                  |                |                 |                |                |                |                |
| Lisa Busch            | Lisa Busch         | Lisa Busch        | Lisa Busch             |                   |                   |                       |                    |                 |                    |                   |                   | Dr. Lisa Busch      | Dr. Lisa Busch   | Dr. Lisa Busch | Dr. Lisa Busch  | Dr. Lisa Busch | Dr. Lisa Busch | Dr. Lisa Busch | Dr. Lisa Busch |
|                       |                    |                   | Frank Töppers          |                   |                   |                       |                    |                 |                    |                   |                   |                     |                  |                |                 |                |                |                |                |
|                       |                    |                   |                        | Charly Kolbe      |                   |                       |                    |                 |                    |                   |                   |                     |                  |                |                 |                |                |                |                |
|                       |                    |                   |                        |                   |                   | Thorsten Fechner      |                    |                 |                    |                   |                   |                     |                  |                |                 |                |                |                |                |
|                       |                    |                   |                        |                   |                   | Frederik Neuhaus      |                    |                 |                    |                   |                   |                     |                  |                |                 |                |                |                |                |
|                       |                    |                   |                        |                   |                   |                       |                    | Carlos Garcia   |                    |                   |                   |                     |                  |                |                 |                |                |                |                |
|                       |                    |                   |                        |                   |                   |                       |                    | Toni Stein      |                    |                   |                   |                     |                  |                |                 |                |                |                |                |
|                       |                    |                   |                        |                   |                   |                       |                    | Dino Maldini    | Dino Maldini       | Dino Maldini      | Dino Maldini      | Dino Maldini        |                  |                |                 |                |                | Dino Maldini   | Dino Maldini   |
|                       |                    |                   |                        |                   |                   |                       |                    | Marlon Berger   |                    |                   |                   |                     |                  |                |                 |                |                |                |                |
|                       |                    |                   |                        |                   |                   |                       |                    | Stefano Maldini |                    |                   |                   |                     |                  |                |                 |                |                |                |                |
|                       |                    |                   |                        |                   |                   |                       |                    | Tanja Maldini   |                    |                   |                   |                     |                  |                |                 |                |                |                |                |
|                       |                    |                   |                        |                   |                   |                       |                    |                 |                    | Raul Garcia       |                   |                     |                  |                |                 |                |                |                |                |
|                       |                    |                   |                        |                   |                   |                       |                    |                 |                    |                   |                   |                     | Yasemin Garcia   |                |                 |                |                |                |                |
|                       |                    |                   |                        |                   |                   |                       |                    |                 |                    |                   |                   |                     | Constanze Riemer |                |                 |                |                |                |                |
|                       |                    |                   |                        |                   |                   |                       |                    |                 |                    |                   |                   |                     |                  |                | Netty Töppers   |                |                |                |                |
|                       |                    |                   |                        |                   |                   |                       |                    |                 |                    |                   |                   |                     |                  |                |                 |                | Ruth Horvath   |                |                |
|                       |                    |                   |                        |                   |                   |                       |                    |                 |                    |                   |                   |                     |                  |                |                 |                | Heidi Torg     |                |                |
|                       |                    |                   |                        |                   |                   |                       |                    |                 |                    |                   |                   |                     |                  |                |                 |                | Dr. Nic Stein  |                |                |
|                       |                    |                   |                        |                   |                   |                       |                    |                 |                    |                   |                   |                     |                  |                |                 |                | Tarek Berisi   |                |                |
| 2                     | 3                  | 4                 | 5                      | 6                 | 7                 | 8                     | 9                  | 0               | 1                  | 2                 | 3                 | 4                   | 5                | 6              | 7               | 8              | 9              | 0              | 1              |
| 1990er                | 1990er             | 1990er            | 1990er                 | 1990er            | 1990er            | 1990er                | 1990er             | 2000er          | 2000er             | 2000er            | 2000er            | 2000er              | 2000er           | 2000er         | 2000er          | 2000er         | 2000er         | 2010er         | 2010er         |